# Avions Voisin
Avions Voisin (Авіонс Вуазен) — з 1905 року французький виробник автомобілів та літаків. Штаб-квартира знаходиться в Іссі-ле-Муліно. У 1928 році фірма увійшла у концерн Impéria. 1937 року компанію купує фірма Impéria. У 1946 році компанія припинила виробництво автомобілів.

## Брати Вуазен
Багато французьких фірм було засновано ще наприкінці XIX століття, тому вони залишили свій слід в історії якимись своїми винаходами та інноваціями. Але марка Avions Voisin на автомобільній карті світу з'явилася всього-лише після Першої світової війни — в 1919 році.
Габріель-Южен Вуазен народився 5 лютого 1880 року в Бельвіль-сур-Салоне. Його батько, Жорж Вуазен, був випускником художньої школи Paris Arts et Metiers, він заснував власну сталеливарну компанію, але через невдачі в бізнесі і, взагалі, бувши по натурі експресивною людиною, кінчає він своє життя суїцидом, коли старшому з синів (Габріелю) було всього шість років. Амелі, мати хлопчиків, віддає Габріеля і його молодшого брата Шарля на виховання в сім'ю свого вітчима — Шарля Форестьє, який працював інженером на газовій станції в Нойвілі. Дід намагався дати хлопцям добру освіту, віддавши їх в Ліцей Ампера, крім цього Шарль Форестьє особисто проводив багато часу з хлопчиками, так в 1895 році він навчив хлопчиків виготовляти рушниці, потім разом вони побудували величезного повітряного змія, але й цього здалося йому замало і вони беруться за будівництво мініатюрної парової машини. У тому ж році Габріель надходить в художню школу Beaux-Arts (м. Ліон) на архітектурний факультет, і з отриманням диплома знову йде вчитися, цього разу він бажає стати інженером, і для цього їде до Парижа.
У 1898 році помирає дід, в цей час брати Вуазен експериментують з планерами і, вигравши кубок в Ніцці, вони купують трицикл марки Automoto, який показав недосконалість своєї конструкції під час шестиденної подорожі братів з Ніцци в Невіль (а це приблизно 310 км). 1899 року Габріель вирішує побудувати власний, надійніший автомобіль, завдяки спадку, залишеному дідом, він купує шасі і ставить на нього 5-сильний мотор Aster. Машина показала себе з позитивного боку, Габріель активно її використовував, поки не зіткнувся під час однієї з поїздок зі свинею, після аварії він не став відновлювати автомобіль і забув про нього.

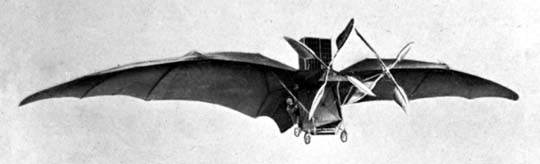
Бетоліт Адера — Avion III 1897 року

У 1900 році Габріель бере участь на Всесвітній виставці, яка проходить в Парижі, на цій виставці він знайомиться з Клементом Адером. Адер був батьком французької авіації, хоча скоріше навіть всесвітньої авіації, ще в 1890 році він побудував літак з крилами, схожими на крила кажанів, свій літак «Éole» Адер оснастив надлегким паровим двигуном, вся конструкція літака важила всього 300 кг, в жовтні 1890 року він зробив спробу польоту, пролетівши від 30 до 50 метрів (заміряли слідами коліс на полі). Правда, не дивлячись на те, що цей політ був задокументований, для більшості людей він залишається маловідомим фактом, і першість у сфері авіації зараховується американським братам Райт.
У лютому 1904 року, відслуживши всього десять місяців в армії (завдяки тому, що він повинен був стати батьком дитини, яку виношувала 17-річна дівчина), він потрапляє на лекцію капітана Фердинанда Фербера, ще одного з піонерів авіації, після лекції Вуазен підходить до Фербера, той, у свою чергу, знайомить молоду людини із засновником найстарішого в світі аероклубу Ернестом Аркдеком. Аркдек (його прізвище пишеться по-французьки як Archdeacon) народився в 1863 році в Парижі, за походженням — ірландець, Ернест отримав гарну освіту, в тому числі і технічну, але стан зібрав бувши елітним юристом. Зв'язки і багатство дозволили йому активно просувати авіацію в маси, в 1898 році він створив авіаційний клуб, в управління якого входили такі поважні люди, як Леон Серполле, Жуль Верн, Андре Мішлен, маркіз Альбер де Діон, Альберто Сантос-Дюмон (бразилець, який створив першу керовану кулю), Анрі Дойч де ла Мер (виходець з дуже багатої родини і філантроп) і Густав Ейфель. Аркдек крім авіації захоплювався ще й автомобільними гонками, так він брав участь у найперших змаганнях у світі — Париж-Руан, правда він фінішував лише 17-м, керуючи паровим Serpollet. Так от, Аркдек запрошує молоду людину на випробування літака братів Райт, який був придбаний ним, після тестування Аркдек наймає Вуазена для побудови літака власної конструкції.

## Заснування компанії. Виробництво літаків

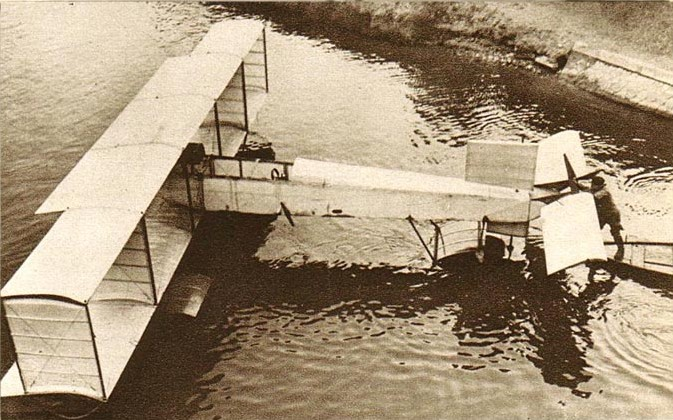
Canard Voisin 1911 року

У 1905 році Вуазен, спільно з Луї Блеріо і Едуардом Сюркуф, створює компанію «Ateliers d 'Aviation Edouard Surcouf, Blériot et Voisin», яка починає випускати літаки марки Bleriot, головним випробувачем літаків став молодший брат Габріеля — Шарль, який вважається одним з перших льотчиків світу, принаймні входить в десятку перших людей, що керували літальними апаратами, які були важчі за повітря. У листопаді 1906 року Вуазен викуповує частку своїх партнерів і перейменовує перше в світі підприємство з виробництва літаків в «Appareils d'Aviation Les Frères Voisin», бо напарником в бізнесі стає його молодший брат (що й відображено в назві). З цього моменту Вуазен присвячує всього себе авіації, він створює гідроплани, і завдяки йому Франція стає першою країною, у якої з'явилося морське базування літаків.
Canard Voisin 1911 року, насправді, судячи з назви, це повинна бути амфібія, а не літак з колесами, але Вуазен експериментував з обома типами літаків

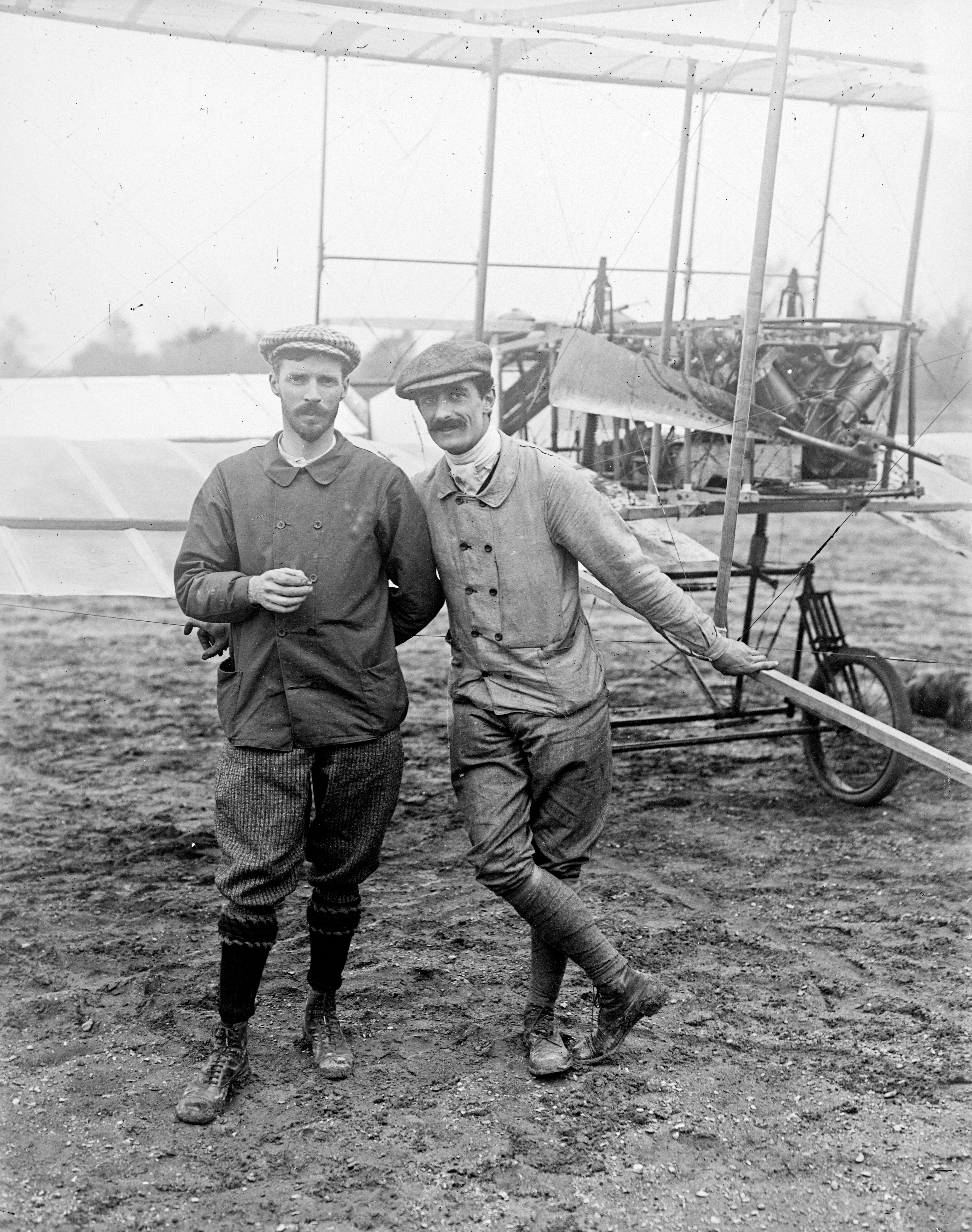
Габрієль і Шарль Вуазени

У вересні 1912 року Шарль Вуазен їхав разом з першою жінкою-пілотом Ельзою Раймондою де Ларош (яку, до речі, він і навчив льотній справі) на своєму Hispano-Suiza Type Alphonso XIII, і зіткнувся на перехресті з Delahaye. Під час ДТП Шарль помер на місці події, його попутниця вижила (через сім років де Ларош загине в авіакатастрофі, і цього разу ця гонщиця і льотчиця виступала в ролі пасажирки). Після загибелі брата Габріель залишається зовсім один, через що ще сильніше занурюється в роботу, при цьому він перейменовує фірму в «Société Anonyme des Aéroplanes G. Voisin». За весь 1912 рік фабрика Вуазена виробляє 75 літаків, що робить його компанію найбільшим авіаційним виробником у світі, більше того, авіацією зацікавилося військове відомство Франції (треба зауважити, що військові зацікавилися авіацією далеко не в 1912 році, ще роботи Адера спонсорувались вояками, ці експерименти були засекречені, через це лідерство приписується американцям, а не французам), і «Aéroplanes G. Voisin» отримує велике замовлення на військову продукцію.
5 жовтня 1914 року стався перший повітряний бій, в якому брав участь Voisin 3 і німецький Aviatik B.1, переможцем у ньому вийшов французький літак. До 1918 року з воріт фірми, що знаходиться в Іссі-ле-Муліно, вийшло 3500 військових літаків, окрім Франції випускалися «Вуазени» і в Росії. Після війни попит на літаки падає, цивільна авіація була ще в «стадії сперматозоїда», Габріель вирішує відійти від аеронавтики, тим більше, він знайшов привід — його творіння несли смерть, і усвідомлення цього завдало йому величезну емоційну травму. Спочатку він намагається випускати велосипеди та мотоцикли, Вуазен також проєктує надувний ангар, крім того він проєктує модульний будинок, що складається із залізних плит, по задумі Вуазена такі будинки придатні для тих місць, які постраждали від катаклізмів, бо на спорудження будинку площею в 39 м2, 70 м2 або 105 м2 йде всього три дні, однак обидва його дітища на архітектурному поприщі зіткнулися із сильним лобом з боку старожилів в будівельній сфері.

## Початок виробництва автомобілів
У 1918 році Габріель Вуазен, перейменувавши свою фірму в Avions Voisin, купує конструкцію автомобіля у Андре Сітроена. Ще в листопаді 1915 року колишні працівники фірми Panhard et Levassor — інженери Арто і Дюфресн виготовили прототип для Сітроена. Проте машина, оснащена 4-циліндровим безклапанним 4-літровим двигуном, що розвиває 78 к.с., не вписувався в концепцію, до якої після Першої світової прийшов Сітроен, йому потрібна була масова і дешева машина, тому у виробництво як перша модель пішла серія Type A з 1.3-літровим моторчиком, робота над якою йшла паралельно з люкс-автомобілем Арто і Дюфресна, авторами маленької машини стали брати Робер і Леон Морани (Леон Моран загинув в 1918 році під час повітряного бою).
Компанія Сітроена встигла побудувати чотири прототипи, вони і були показані Вуазену, а його полонили розміри машини і тиха робота двигуна, кузов же його взагалі не вразив, однак технічні достоїнства були домінантними у виборі машини. Але, як водиться, без доробок не обійшлося, авіаконструктор знизив центр ваги машини, поміняв точки кріплення ресор і п'ятого лютого 1919 року (на свій день народження) вирішує особисто випробувати прототип під назвою Type M1. Під час випробувань Габріель виявляє, що у машини одна передня передача і чотири задніх, хтось з робітників неправильно зібрав задній міст. Не бажаючи витрачати час на переробку, Вуазен вирішує випробовувати автомобіль як є, і тут помилка механіка пішла на користь справі — Габріель помічає, що автомобіль гальмує набагато ефективніше задом, внаслідок чого після тестів в Мінах на машину встановлюють і передні гальмівні барабани, треба зауважити, що засновник фірми збожеволів на безпеці автомобілів, мабуть, через ту психологічну травму, яку завдала йому загибель брата в автомобільній аварії.

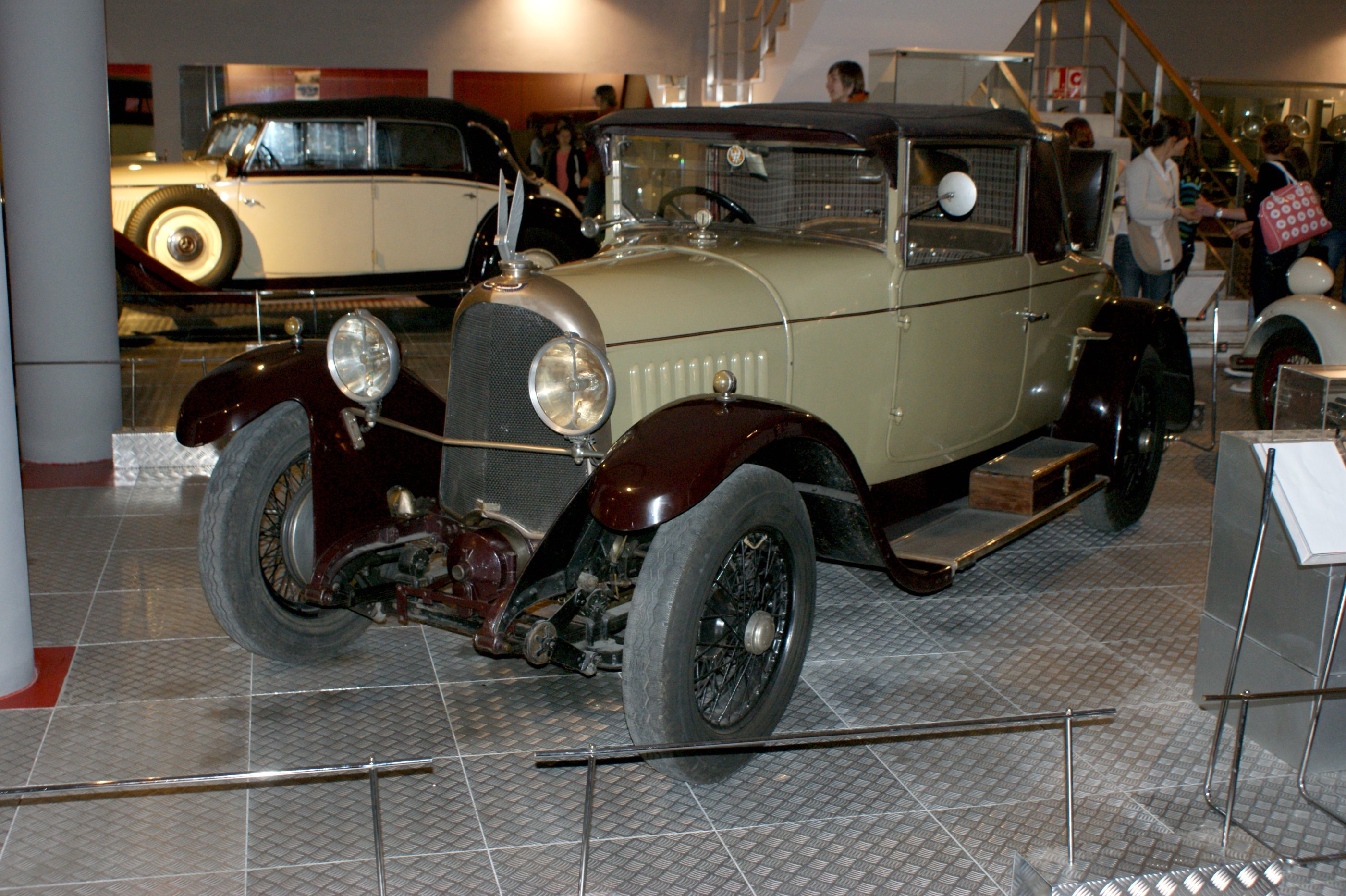
Avions Voisin Type M1 18CV Limousine

У травні 1919 року в Парижі фірмою «Gaston, Williams and Wigmore» починаються продажі перших серійних моделей марки Avions Voisin, клієнтам пропонувалося три варіанти кузова: 4-місний торпедо і 5-місні купе-шофер і лімузин.

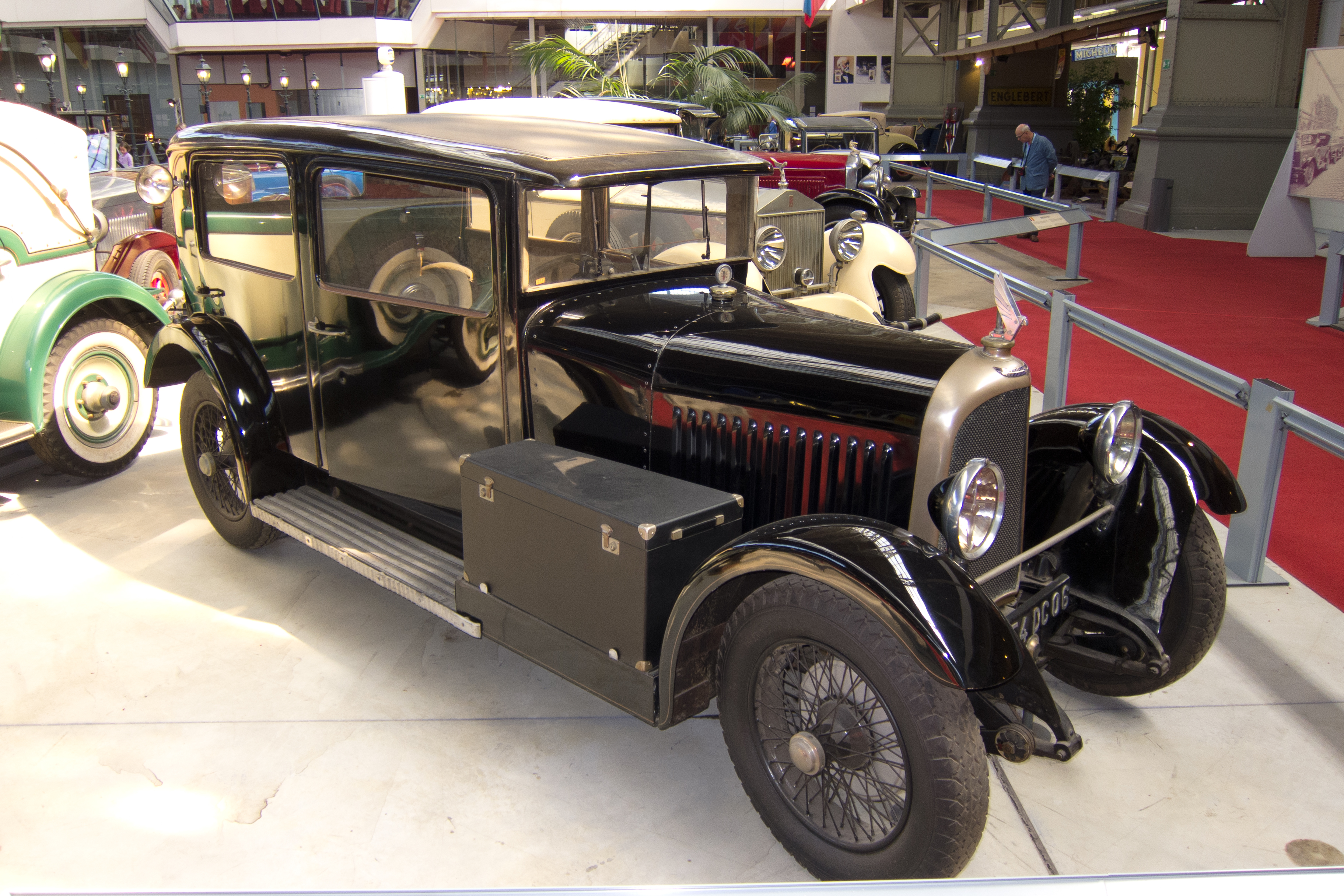
Avions Voisin Type C1 18CV

На диво автомобіль починає користуватися певним попитом, не дивлячись на післявоєнний час, тим часом Арто, який став співробітником фірми Вуазена, вирішує доопрацювати двигун, що страждає надмірним споживанням мастила і деякими вібраціями, крім доопрацювань конструктори додають алюмінієві сплави. Щоб дистанціюватися від першої моделі, модернізовану версію вирішують назвати Туре С1, що дивно, практично невідома автомобільна марка стає елітарною, один з перших екземплярів цієї моделі отримує президент Французької Республіки — Олександр Мільєран, крім нього елегантними автомобілями цієї марки користуються королівські двори Швеції та Югославії, в останню взагалі пішло три автомобілі з кузовами Coupe-Chauffeur або, як їх ще називали, Coupe De Ville. Крім цих панів похвалитися наявністю автомобілів марки Avions Voisin могли: американська танцівниця, що живе у Франції — Жозефіна Бейкер, знаменитий італійський актор — Рудольф Валентіно, і британський письменник Герберт Уеллс (автор книги «Війна світів» і «Машина часу»).
Водночас Вуазен бажає випускати не стільки люксові машини, скільки швидкохідні, на шасі ставляться спортивні кузови, як, наприклад, бельгійські Féval, Арто і заводський випробувач Кабайо (колишній льотчик) розганяються на таких версіях до 130 км/год. У квітні 1921 року Домінік Ламбержак висувається з Парижа до Ніцци, шлях пролягав і через альпійські містечка типу Гренобля, в Ніцці гонщик з'явився через 11 годин і 30 хвилин, випередивши поїзд «Блакитний експрес» на цілих шість годин.
У травні 1921 року Арто і Кабайо беруть участь у других перегонах економічності. Витратою палива люди спантеличувалися і майже 100 років тому, після війни ціна на паливо була немалою, і ненажерливі машини мало цікавили основний прошарок клієнтів. У марафоні взяли участь автомобілі марок Citroen, Mathis, De Dion-Bouton, Chenard et Walker, Bignan, Grégoire і La Buire, всім їм встановили однакові паливні баки. Першим прийшов до фінішу Арто, який пройшов 127 км із середньою швидкістю в 82 км/год і потратив в середньому 6.4 л палива на сотню (завод вказував середню витрату палива в 22 літра на 100 км). Однак через те, що автомобілі Вуазена мали занадто великий мотор, а суддівська система перераховувала все своїми коефіцієнтами, в підсумку Арто і Кабайо зайняли останні місця, показавши найкращі реальні результати.
У 1921 році на виставці в Парижі демонструється великий 12-циліндровий автомобіль Туре С2 40CV, розроблений власними зусиллями фірми. Під капотом був V12 об'ємом в 7.2 л, який тепер за традицією був золотниковим, правда потужність цього мотора була досить незначною — всього 80 к.с., трансмісія ж була всього-лише двоступеневою. Однак у виробництво цей автомобіль не пішов, тому що занадто дорогою виявилася б підготовка до виробництва такого автомобіля, що було явно не по кишені Вуазену, але щоб не вдарити в бруд обличчям, був побудований ще один автомобіль цієї моделі, на який встановили кузов «Купе Де Віль», крім кузова машина відрізнялася конструкцією підвіски і 3-ступінчастою трансмісією, і хоча машина була представлена в каталогах, покупця на ній не знайшлося, так що обидва виготовлених екземпляри виступали в ролі рекламних об'єктів в шоу-румах фірми.

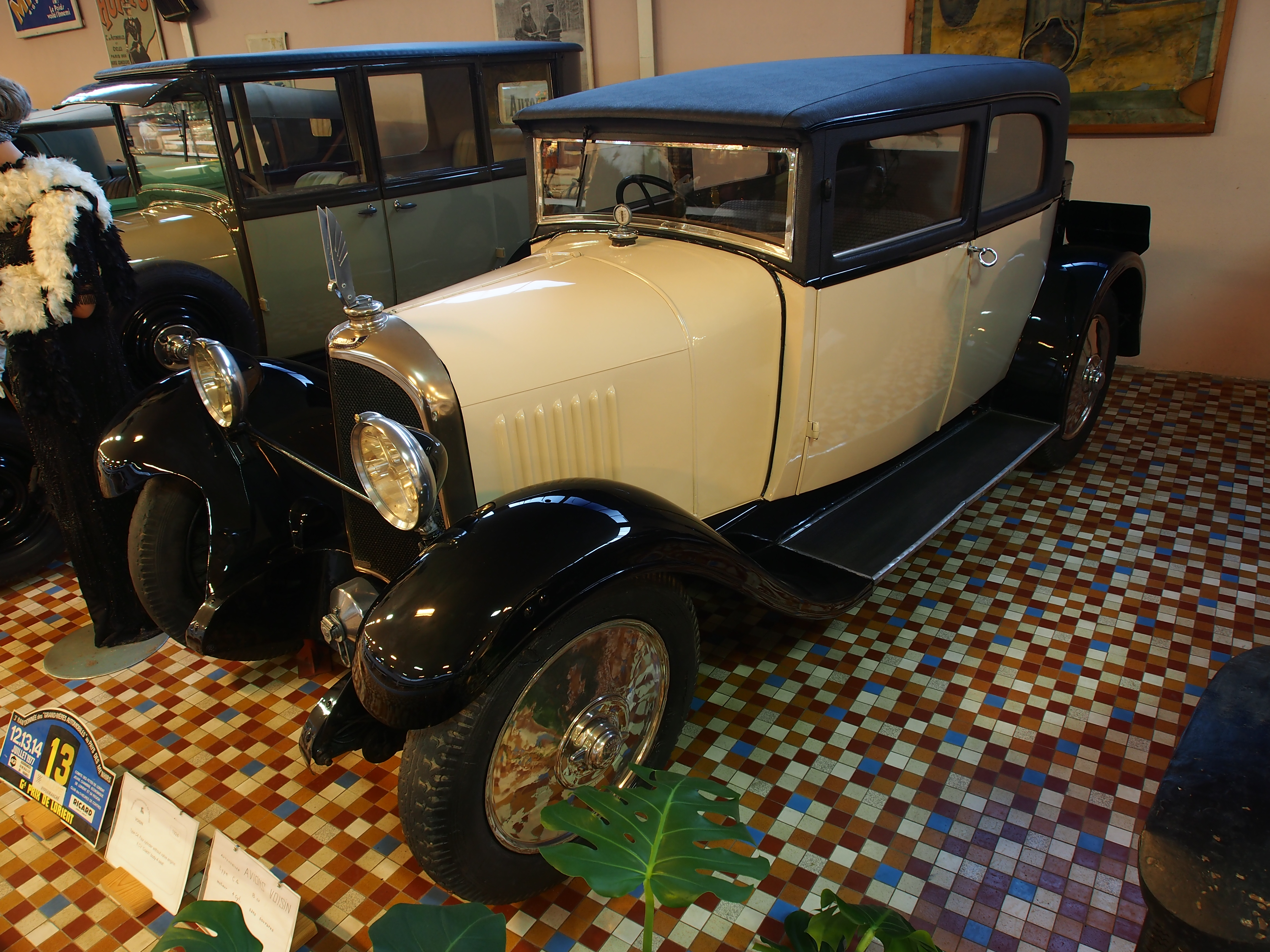
Avions Voisin Type C4 8CV Ecossais Berline

Крім великого «Вуазена» в 1921 році на автошоу показали і так званий «Маленький Вуазен» — Type C4 8CV. Ця машина була побудована Бернаром на вкороченому шасі моделі Type C2 40CV. Під капотом маленької машини розташовувався 4-циліндровий моторчик об'ємом в 1.2 л і потужністю 30 к.с., але, на відміну від старшої моделі, гальм на передніх колесах у цієї машини не було, трансмісія ж була не 4-ступенева, а мала всього три передачі. Машина хоч і була з невеликим мотором, але виглядала не менш солідно старших побратимів по цеху, бо над дизайном попрацював відомий у той час у Франції архітектор, художник і дизайнер — Андре Тельман відоміший, як Ноель-Ноель, з яким Габріель Вуазен познайомився ще в студентські роки. На деякі варіанти кузовів Тельман використовував шотландський твід, що робило вигляд автомобіля примітним, крім кузова седан були ще варіанти з кузовами торпедо, купе-де-віль, крім цих солідних зразків були й спортивні версії типу туризм або спорт.

Avions Voisin Type C3

Ця модель пішла у виробництво в 1922 році, тоді ж з'являється у продажу укорочена на 17 см і перероблена версія моделі С1 — Type C3C 23CV, яка подавалася як спортивна версія 4-літрової машини. Нова модель відрізнялася від праотця задньою поздовжньою підвіскою (у С1 вона була консольною) і мотором, з якого зняли 90 к/с, продавалася ж ця машина або у вигляді голого шасі, або з кузовом торпедо. У липні 1922 року Вуазен вирішує виставити чотири екіпажі на Гран-прі Франції, який проходить у Страсбурзі. Участь команди була під питанням, тому що за регламентом ширина кузова машини на рівні водія повинна була бути не менше 1.3 м, а у машин типу С3С вона була на рівні 90 см, однак з положення вийшли завдяки тому, що наростили гребені з боків. У підсумку після пройдених 709 кілометрів першим фінішує Руж'є на «Avions Voisin», потім до фінішу приходить Дюрей, який виступає за цю ж команду, третім теж був представник команди Вуазена — Годерман, четвертим був Бойо, який виступає на Peugeot, і нарешті останнім у першій п'ятірці — Піччіоні, який показував навіть кращий результат, ніж Руж'є, але через поломку він був змушений пропустити вперед інших членів своєї команди. Беззаперечна перемога команди була використана Вуазеном в рекламній агітації своєї продукції, не було жодного автошоу, хоч де були виставлені машини-переможці.

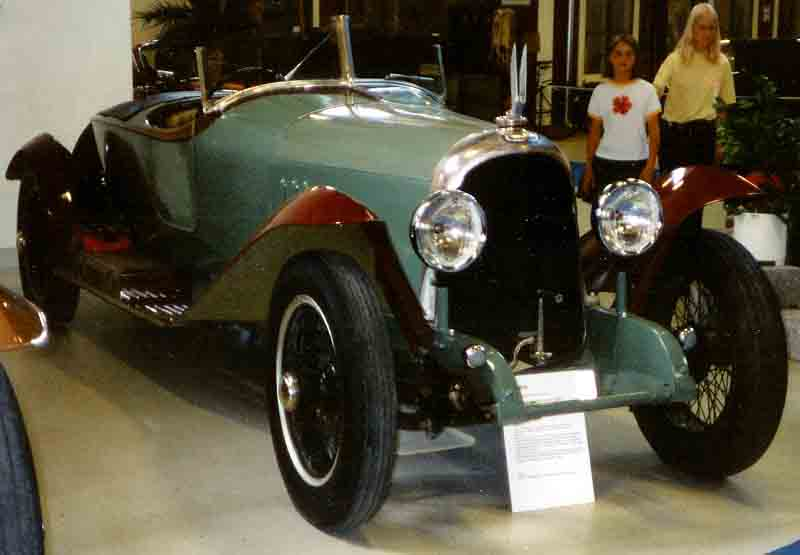
Avions Voisin Type C5

Нарешті в кінці 1922 року Вуазен вирішує модернізувати і солідні версії свого 4-літрового автомобіля, який до цього моменту розійшовся тиражем в 70 екземплярів. Тепер автомобіль, що одержав індекс Type C3L 23CV, додав 9 мм в базі, потужність його мотора теж була збільшена до 88 к.с., підвіска також була змінена, спочатку машина випускалася тільки з кузовом кабріолет, але вже на початку 1923 року з'явилися варіанти кузовів типу торпедо, туризм, купе-де віль, купе-лімузин і берлін (седан), версію з кузовом кабріолет придбав собі король Сіаму (Таїланду). 1923 року був модернізований і малюк С4, він отримав додаткові кузови типу Торпедо Спорт і Купе Де-Віль, а з технічного аспекту клієнти тепер могли замовити гальма і на передні колеса. 1923 року з'являється ще одна модель — Туре С5 23CV, вона була побудована на базі Туре С3С, тільки мотор цієї машини був ще потужнішим і розвивав всі 95 к.с., як і С3С, ця машина випускалася у вигляді голого шасі або із заводським кузовом типу торпедо. Одним з фанатів цієї моделі був Рудольф Валентіно, який купив одразу кілька екземплярів, на один з них з рекомендованим елегантним кузовом типу «Спортинг Вікторіа» він встановив на решітку радіатора Маскота у вигляді кобри, в пам'ять про однойменний фільм, в якому він знімався.
Непосидючий характер Габріеля не давав йому насолоджуватися лаврами колишніх перемог, і він вирішує спільно зі своїм конструктором-авіатором Андре Лефевром спроєктувати і побудувати з чистого аркушу новий спортивний автомобіль, причому на все про все відводилося півроку. Лефевр починав свою кар'єру як авіаційний конструктор у фірмі Габріеля Вуазена. 1931 року його переманили у фірму Renault, де він себе особливо не проявив, і в 1933 році він перейшов працювати на Андре Сітроена. У цій фірмі Лефевр брав участь у створенні передньопривідного Traction Avant, пізніше він створив легендарного 2CV, після Другої світової війни з'являється ще один довгожитель — квадратний носатий автобус HY, ну і наостанок одна з найзнаменніших подій 50-х у світі автомобілів — створення Citroen DS.

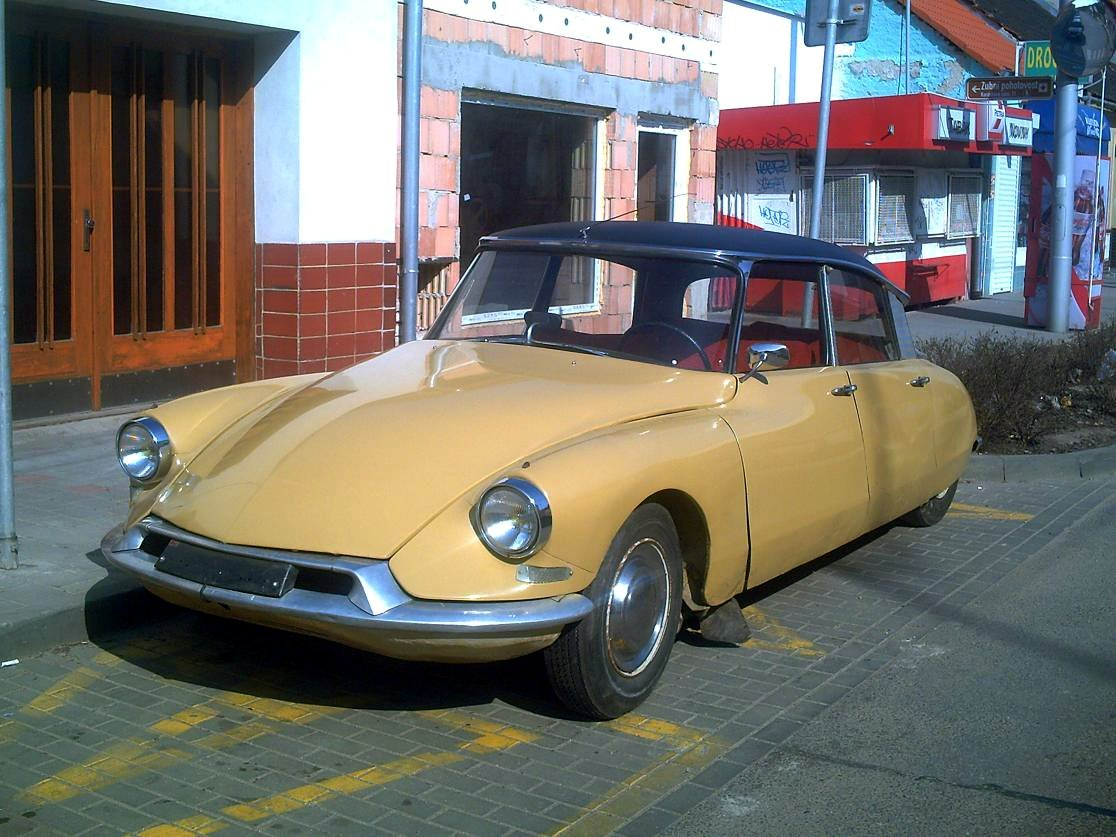
Останнє творіння Андре Лефевра — Citroën DS19

Але повернемося назад в 1923 рік. Моріс Бернар будує 2-літровий 6-циліндровий мотор, який розвиває 80 к.с., за традицією він золотниковий. Проєктування кузова було покладено на Лефевра, і той будує кузов, схожий на крило літака, більше того, бо Лефевр був авіаційним конструктором, то машина позбавлена рами. За подобою літакового кокпіта був створений монокок з ясеневих дощок, які оббили алюмінієвими листами, кузов мав рівне днище. Така конструкція дозволяє зробити один з найнижчих автомобілів свого часу. Однак Туре С6 14CV Laboratoire, не дивлячись на свої переваги, на самих гонках проявив себе не дуже добре, на жаль, британський Sunbeam, виступаючий в тому ж класі, розвивав 200 км на годину, а ця машина, не дивлячись на аеродинаміку, змогла розвивати всього 175 км/год, але найімовірніше тут виною була наявність лише 3-ступінчастої коробки передач, яка перебувала за кокпітом. До речі, перед решіткою радіатора у автомобіля розташовувався пропелер, але це був не «привіт» авіаційного минулого, а завдяки зустрічному вітру пропелер крутив водяну помпу. Влітку на Гран-прі Франції було заявлено чотири автомобілі цієї моделі, на яких було довірено виступати: Артуру Дюре, Андре Лефевру, Анрі Руж'є і Андре Морелю. До фінішу дійшов тільки Андре Лефевр, і то всього-лише п'ятим, він відстав від Генрі Сігрейва, виступаючого за Sunbeam, що фінішував першим, на цілу годину. До речі кажучи, в цих гонках до фінішу дісталося лише п'ять автомобілів, решта вибули в ході змагань. Після провалу ці машини виступали всього ще один раз — в Монці, однак і там ці машини не проявили себе, після чого, встановивши на них 4-літровий мотор, вони були продані приватниками, які і ганяли на них без підтримки заводу-виробника. На жаль, до наших днів не дійшло жодного примірника цієї моделі, але в 1992 році Філіп Мош за спонсорської підтримки фірм Yacco і Michelin відтворив повноцінну репліку, практично ідентичну машинам, що ганяли тоді за французьких трасах.

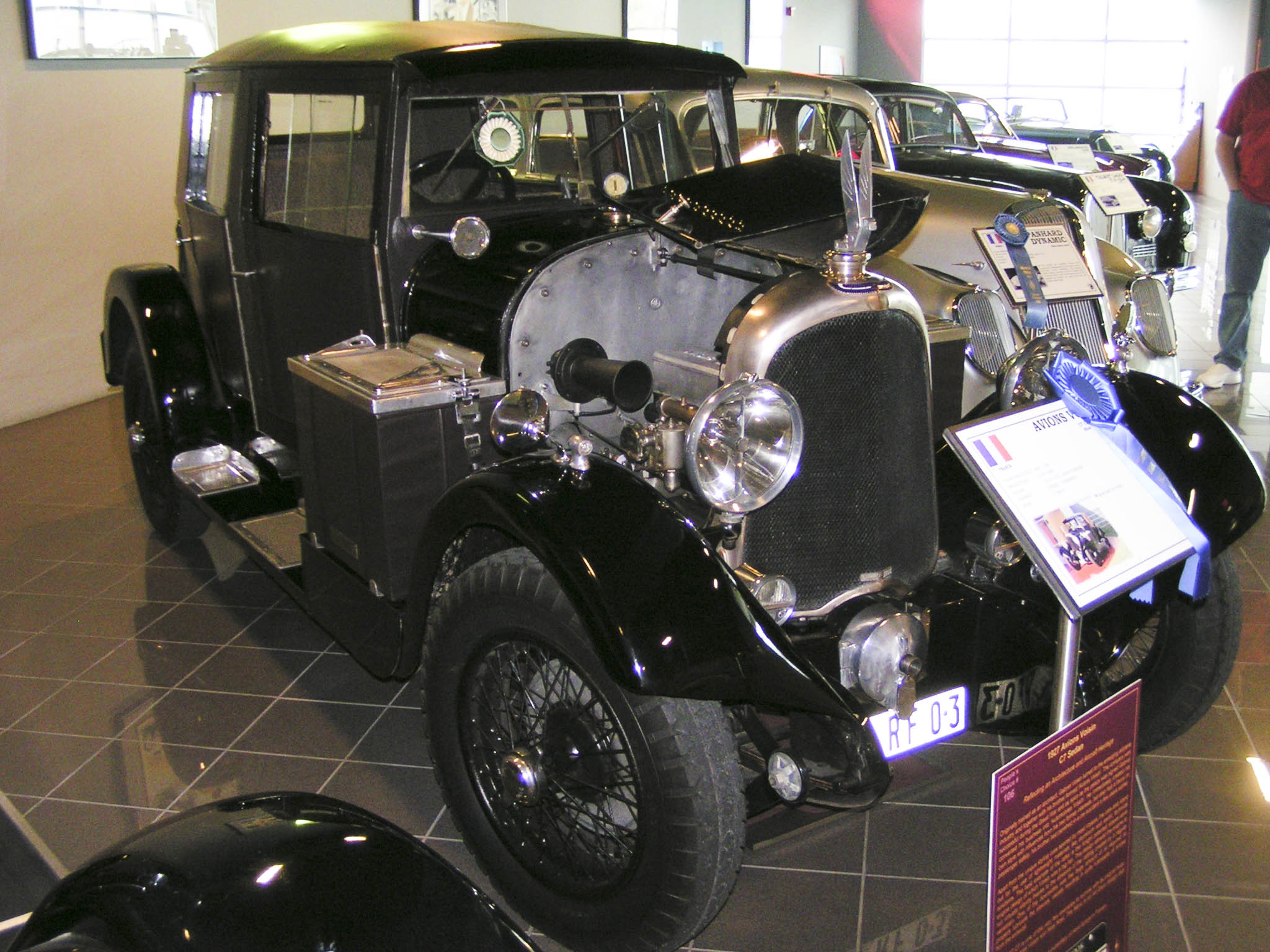
Avions Voisins C7 10CV Сonduite Intérieure

У 1924 році припиняється виробництво моделі C3C, яка розійшлася гігантським для фірми тиражем в 440 штук, в цьому ж році модернізації піддається тільки наймолодша модель фірми — Туре С4, яка отримує індекс Туре С4S. Насамперед був збільшений об'єм двигуна до 1.3 л, віддача піднялася до 33 к.с., двигун оснастили дінастаром (суміщені генератор і стартер в одному «флаконі»), який у фірмі називали «dynamoteur», модернізовану модель оснащували серійно гальмами всіх коліс. Крім цього в цьому ж році з'являється ще одна «маленька модель» — Туре С7 10CV, яка отримала довшу базу коліс, ніж «четвірка». Мотор, як і колись, був безклапанним, збільшеним в об'ємі до 1.55 л, що дозволяло зняти з нього 44 к.с., коробка передач мала всі ті ж три ступені. У результаті вийшла дуже збалансована машина з хорошою разваговкою по осях, ця модель пропонувалася як у вигляді голих шасі, так і з заводськими «торпедо спорт», купе-де віль і закритим седаном (у Франції тоді їх називали Conduite intérieure), у всіх варіантів панелі кузова були виконані з алюмінію, за седаном закріпилося прізвисько «Lumineuse», тобто світлий, бо у нього була велика площа скління. Завдяки легким кузовам ця малолітражна модель могла розвивати вразливі для середини 20-х років 110 км на годину. Туре С7 оснащувався винаходом Вуазена — водій міг вимикати світло лівої фари, коли наближався інший автомобіль, у результаті водій зустрічної машини не був засліплений, а водієві «Вуазена» вистачало світла правої фари для освітлення правого узбіччя.
У цьому ж 1924 році Вуазен вирішує побудувати для змагань нові спортивні машини. Бернар і Лефевр конструюють три моделі: Туре С8 18/32CV, Туре С9 18/32CV Grand Laboratoire, які оснащувалися 4-літровим мотором, а також Type C10 10CV Petit Laboratoire з 1.5 л двигуном. Всі три моделі отримали кузови-монококи, які відрізнялися вагою, тим самим машини виступали у різних класах (раніше на Гран-прі автомобілі ділили по ваговій категорії). На Гран-прі Франції, яке проходило в Ліоні, в класі «войтюреток» треба було подолати 19 кіл по 23 км, в класі легких автомобілів — 21, і в класі автомобілів — всі 25 кіл або майже 580 кілометрів. Лефевр виступав у класі «войтюреток», Морель — в класі легких автомобілів, Руж'є, Годермен і Піччіоні — в класі автомобілів. Однак перегони не виправдали надій, першим зійшов Лефевр, потім ніяк не міг стартувати Руж'є, півгодини механіки чаклували над карбюратором його машини, і коли він все-таки вийшов на трасу, то незабаром був змушений зійти з перегонів через аварію. У підсумку Морель приходить всього-лише четвертим у своєму класі, і тільки Годермен і Піччіолі змогли піднятися в кінці гонки на п'єдестал пошани, посівши друге і третє місця в класі автомобілів.
Не дивлячись на те, що «войтюретка» показала себе не з найкращого боку на змаганнях, Вуазен вирішує пропонувати її своїм клієнтам, таким чином в жовтні 1924 року в каталогах з'являється перший серійний автомобіль з кузовом-монококом. Для народних мас пропонувалася версія з 1.8 л двигуном, при вазі всього в 550 кг машина була здатна розвинути 130 км/год.

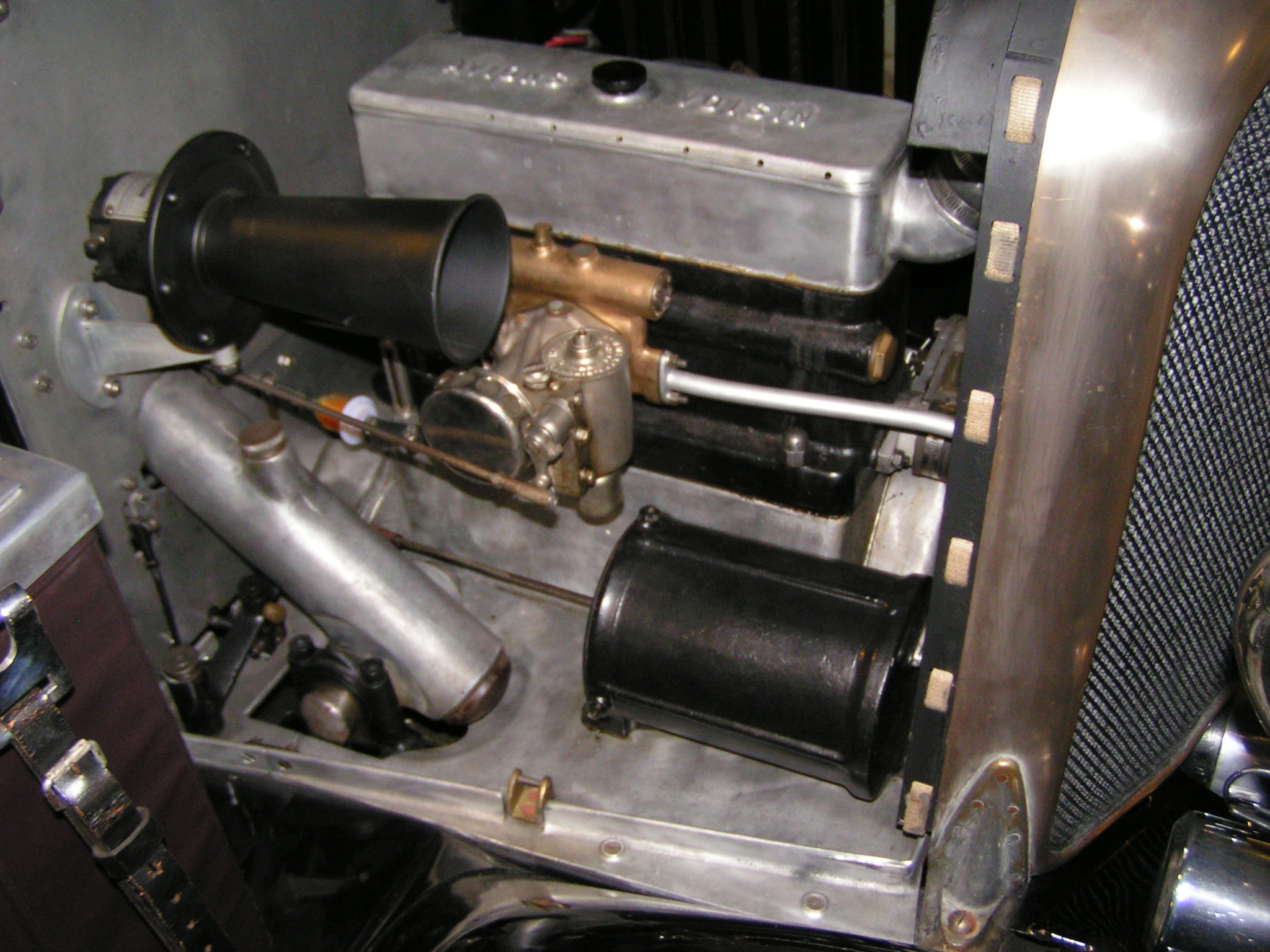
Двигун Avions Voisin Type C7

У 1925 році молодша модель Type C4S знімається з виробництва, тим самим найменшою у виробничій програмі стає Type C7, яка своєю чергою обзаводиться подовженою версією — Type C7L, база цієї машини була збільшена на 10 см, що дозволило ставити на шасі 6-віконні кузови типу «Chasselas», модель Туре С5 отримує кузови нового, квадратного дизайну, аналогічні за духом закриті кузови стали ставити і на Туре С3.
Скуштувавши прикрощі поразок на спортивних змаганнях, Вуазен вирішує рекламувати свої автомобілі іншим методом — він береться ставити світові рекорди витривалості, тобто намотувати без зупинки максимально можливий кілометраж. Спеціально для такого рекорду береться серійний Туре С5 18CV, який значно переробляється Лефевром. Андре встановлює двигун максимально низько, наскільки це можливо, при цьому для кращої розваговки по осях мотор пересувають подалі від передньої осі, до речі, сам мотор був форсований до 118 к.с..
У вересні 1925 року команда, що складається з Андре Лефевра, Сезара Маршана і механіка Жульєна, починає намотувати на новітній трасі в Монлері, що на південь від Парижа, перші рекордні кілометри. Першим був Маршан, який за три години намотав 500 кілометрів з середньою швидкістю в 162 км/год, потім його змінює Лефевр, перед яким стоїть мета в 1000 км, на це у нього йде 6 годин, середня швидкість, показана ним, — 161,69 км на годину, слідом за кермо сів Жульєн, який проїжджає 2000 км із середньою швидкістю в 155 км/год, Жульєн накатав 2453 км, коли паливний бак став текти і рясно поливати бензином свіжий асфальт траси. Марафон довелося зупинити, однак і отриманих результатів вистачило для того, щоб встановити рекорд середньої швидкості по проходженню такого кілометражу. Правда Вуазен недовго вказував отримані результати в рекламі, тому що рекорди були побиті фірмою Renault, що змусило команду Avions Voisin знову висунутися на трасу Монлері, що й було зроблено в листопаді місяці, цього разу середня швидкість на відстані в 1000 км була зафіксована на цифрі 172 км/год, що стало рекордом швидкості для автомобілів з об'ємом мотора до 5-ти літрів.
Рекорд був широко висвітлений французькою пресою, що, звичайно, позитивно позначалося на продажах, саме до цього і прагнув Габріель Вуазен. Але сидіти, склавши руки, не варто, конкуренти наступають на п'яти, й інженери з Іссі-ле-Муліно взимку 1925 року беруться за доведення своєї машини, з 4-літрового мотора зняли вже 150 коней. Машину привезли на трасу в лютому місяці, було зроблено два коротких заїзди, в ході яких отримали середню швидкість в 190 км/год.
Влітку 1925 року мсьє Каршер — Страсбурзький дилер фірми, бере участь у «гонці Возгенів», протяжністю в 384 км, марафон проходить за маршрутом: Страсбург, Мольсайм, Сен-Дьє, Жерарме, Бельфор, Мюлуз, Кольмар, Страсбург. У підсумку перше місце займає екіпаж, виступаючий на єдиному заявленому на змагання Avions Voisin моделі Type C5 18CV.

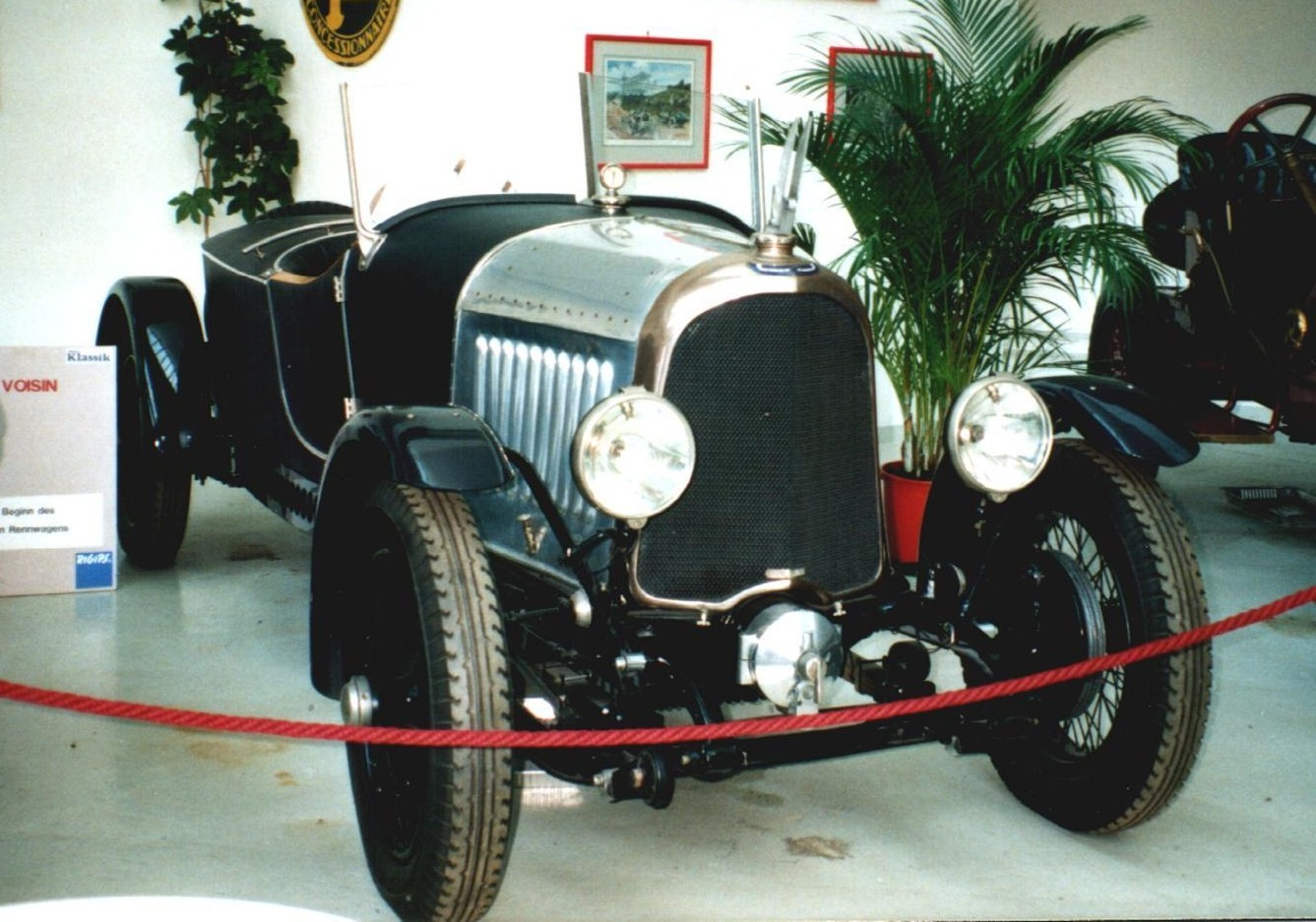
Avions Voisin Type C11

У 1926 році серійні моделі Туре С3 і С5 отримують підсилювач гальм «системи Девандре», в той же час Вуазен дає вказівку своїм інженерам побудувати новий автомобіль для рекордних заїздів. Стає ясно, що резерви 4-циліндрового 4-літрового вичерпані, до того ж у потилицю дихають конкуренти-співвітчизники з Panhard et Levassor і Renault, в добавок до цього ще активувався і невгамовний американець Міллер зі своїми передньопривідними автомобілями. Унаслідок цього будується абсолютно новий 6-циліндровий мотор, який не має нічого спільного з тим, який з'явився кількома роками раніше на гоночному вдалому автомобілі. Двигун, за традицією, — золотниковий, об'ємом 4.9 л, встановили на шасі прототипу нової моделі, яка повинна була отримати індекс Type C12 24CV. Мотор оснастили двома карбюраторами і шістьма випускними колекторами, що мають кожний свою вихлопну систему, кузов був виготовлений з алюмінію і мав обтічні форми, але новий проєкт не виправдав очікування, двигун був здатний видавати ті ж 150 к.с., що і 4-літровий мотор, а середня швидкість машини на трасі виявилася ще нижчою, ніж у старої машини — всього 185 км/год.

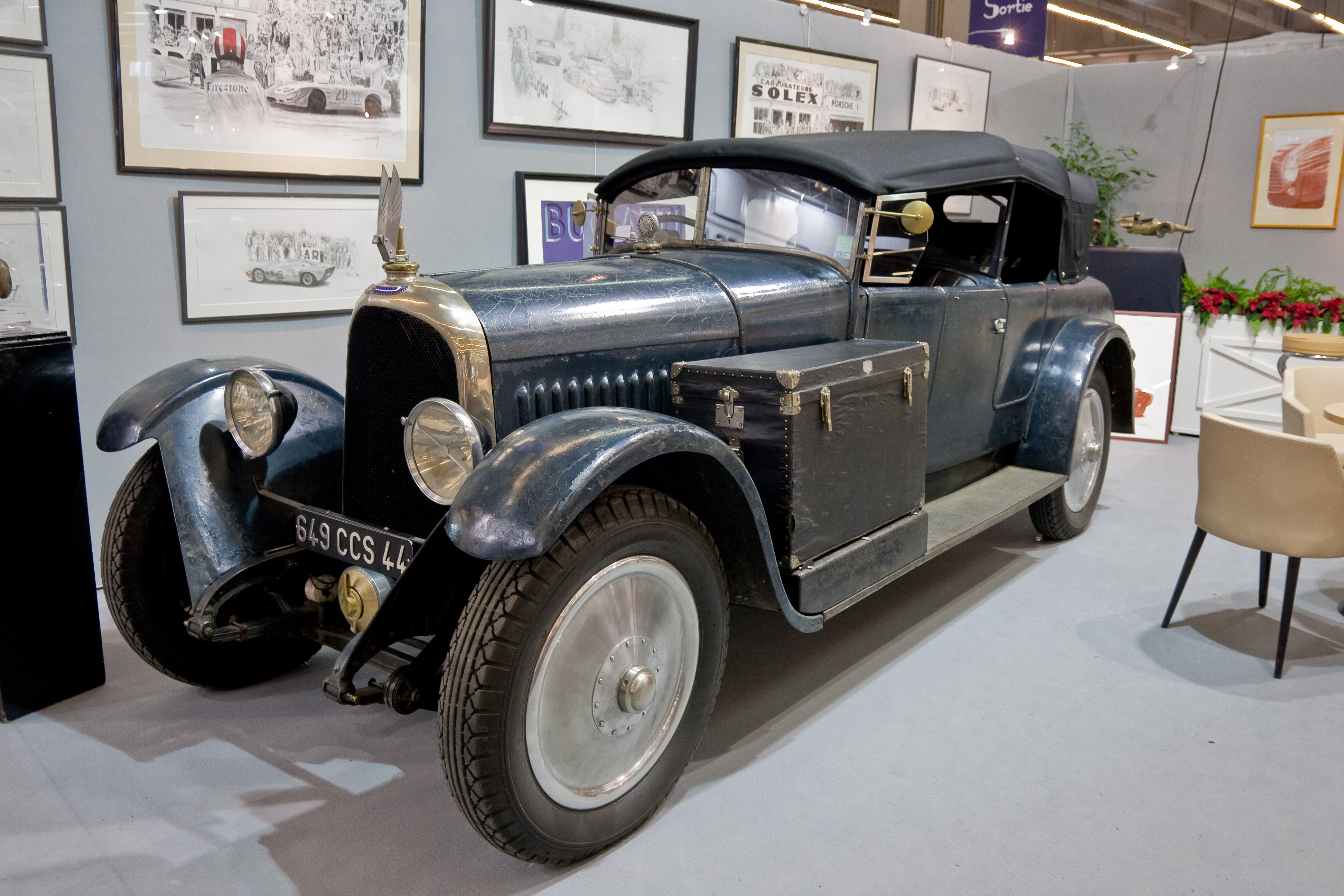
Avions Voisin C11 14CV

Однак, не дивлячись на те, що вчергове машина, оснащена 6-ма циліндрами, виявилася гіршою 4-циліндрової моделі, ставити жирний хрест на 6-циліндрових моторах Вуазен не став, в цей час ситуація у світі стабілізувалася, клієнтура багатіла і ставала все більш вимогливішою — почалася «гонка озброєнь», тому фірма має потребу в серійних 6-циліндрових моделях, такі і з'являються в каталогах. Первістком стала модель Туре С11 14CV, його 6-циліндровий 2.3-літровий мотор потужністю 66 к.с. був отриманий шляхом додавання 2-х циліндрів до мотора моделі Туре С7. Шасі цієї моделі було видовжене на 22 см в порівнянні з найдовшим С7L, кузова були аналогічні «сімці», правда «одинадцята» модель отримала в добавок ще й заводський 2-дверний кузов типу кабріолет, який отримує власне ім'я — Sulky, одна з перших машин з таким кузовом була доставлена королеві Югославії.
Другою новинкою в 1926 році стала вже згадана вище модель Туре С12 24CV. Мотор цієї машини мав об'єм у 4.5 л і потужність 105 к.с., коробка передач була 4-ступінчастою, як колись це було на великих моделях. Шасі для кращої розваговки було оснащено двома паливними баками, творці автомобілів цієї марки були спочатку авіаконструкторами, тому питання балансу завжди було «на чолі кута». Спочатку автомобілі цієї моделі продавалися фірмою тільки у вигляді голих шасі, щоб власники самі могли вибрати кузов для свого придбання, але вже з наступного року ця традиція була змінена, і тепер клієнти могли вибрати один з двох закритих кузовів: 4-місний берліне Charibert або 7-місний седан Charinda.
У 1927 році фірмою будується нова «рекордна» машина, тепер під капотом можна побачити здоровенний 8-циліндровий мотор, який був отриманий завдяки з'єднанню двох 4-циліндрових моторів. Об'єм двигуна дорівнював 8 літрів, а потужність — 210 к.с., вага всього автомобіля становила 1.2 т. Гоночна машина оснащувалася двома баками і двома радіаторами, і ті й інші розташовувалися по боках, що цікаво, машина була позбавлена коробки передач взагалі, робилося це для зниження ваги, привід до задніх коліс передавався через кардан безпосередньо від диска зчеплення. У квітні місяці Маршан їде на трасу в Монлері, де ставить рекорд середньої швидкості, показавши 205 км/год, однак покришки фірми Dunlop не витримують такого навантаження і лопають, доводиться призупинити випробування. Правда Вуазен задоволений і цим результатом, тому що рекорд Ернеста Елдріджа, який розігнав Miller Special до 203 з половиною кілометрів на годину, був перебитий. Через півтори місяці заїзди повторюються, Маршан показує середню за сто кілометрів шляху швидкість в 205 кілометрів на годину, в перебігу літа команда з Маршана, Мореля і Кирилова ставить 8 рекордів середньої швидкості в різних дисциплінах (від 50 кілометрів до 1000), однак Вуазену цього мало, і він вирішує встановити рекорд швидкості за 24 години. У вересні 1927 року вищезгадані гонщики ставлять за добу дев'ять рекордів середньої швидкості, показавши в загальному заліку середню за 24 години швидкість трохи менше 183 км на годину.

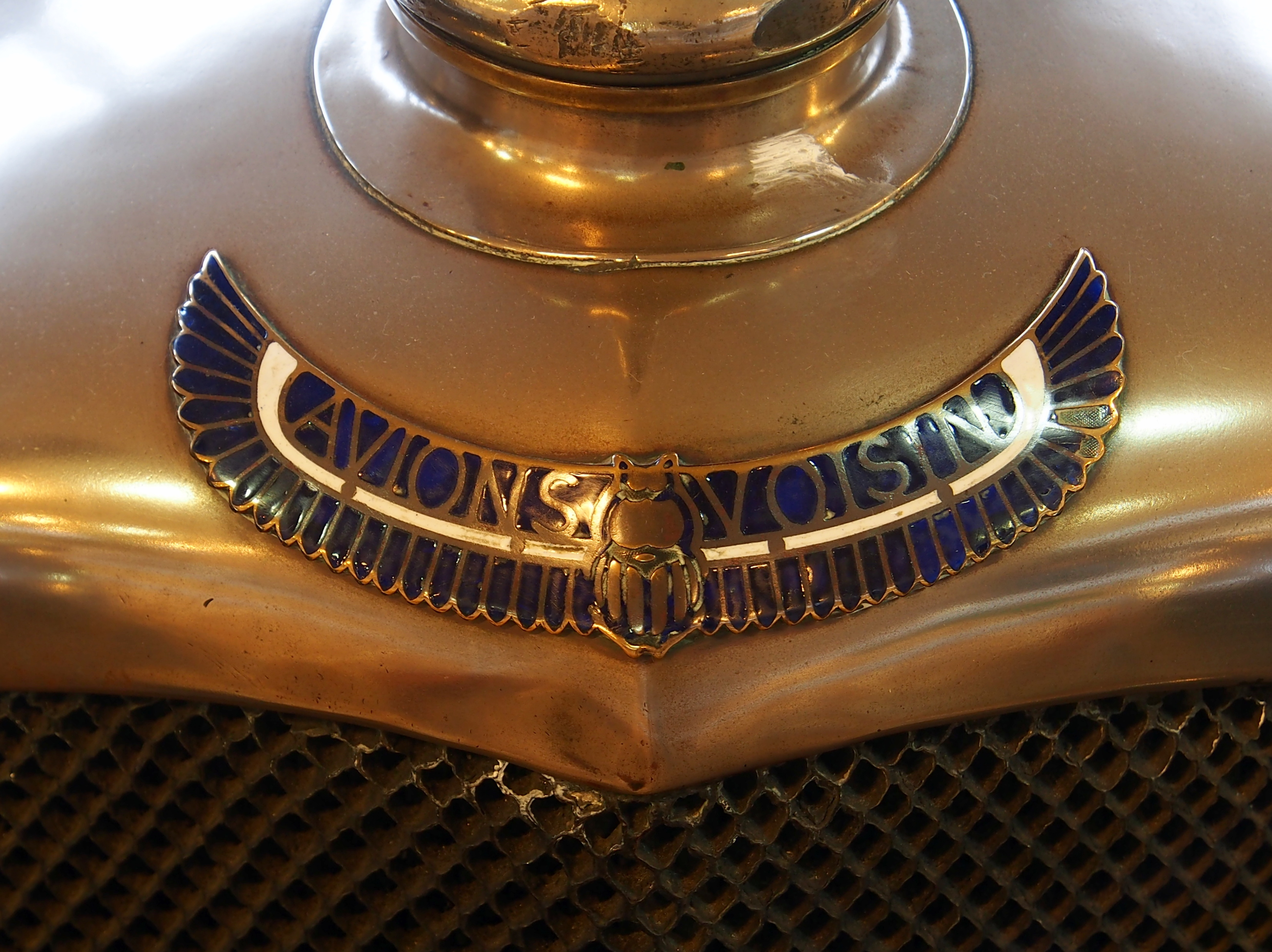
Логотип Avions Voisin

У цьому ж році з виробництва знімається модель Туре С3, що розійшлася в кількості 1750 примірників, в 1928 році модель Туре С11 отримує нові версії кузовів: 2-дверний 4-віконний седан «Chasserons», 4-дверний 4-віконний седан «Chasseriez» і семимісний лімузин, що тепер зветься «Chasselas», крім цього клієнтам від фірми пропонуються кузови незаводського виконання, які виготовляла компанія Manessius, що розташовувалася недалеко від Avions Voisin. Сусіди пропонують два закритих кузова: Aquitaine (седан з 4-ма вікнами) і Champagne (6-віконний седан). Хоча, звичайно, «одяг» для цих шасі пропонували не тільки сусідні підприємства, а й такі кутюр'є, як Billeter & Cartier з Ліона або фірма Weymann, господар останньої фірми був приятелем Вуазена.
До кінця року Туре С11 знімається з виробництва, на цей момент з воріт заводу зійшло 2180 екземплярів цієї моделі, крім цієї машини з каталогів пропали С7 і С5, перших випустили 1350 штук, більша модель розійшлася в кількості всього 500 екземплярів, і це за п'ять років її виробництва. На липень 1928 року були намічені чергові рекордні заїзди, але Габріель Вуазен хоче розміщувати на рекламі своїх автомобілів і цифри максимальної швидкості, на яку здатний автомобіль його марки. Сезар Моршан ставить рекорд у 235 км/год, незабаром він повертається на трасу для установки рекордів, але заїзди перериваються через страшну аварію, колеса не витримали навантаження і лопнули на швидкості в 220 км/год, Маршан втратив керування і вилетів з траси, від машини нічого не залишилося, сам гонщик якимось дивом залишився в живих, але у нього були відкриті рани грудної клітини, перелом трьох ребер і ключиці. Вже через місяць ця відважна людина знову сиділа за кермом автомобіля. Нещасний випадок залишив Вуазена без рекордів цього року, крім одного — того, що був встановлений ще в січні, тоді автомобіль, керований Маршаном, показав середню швидкість в 215 кілометрів на годину.

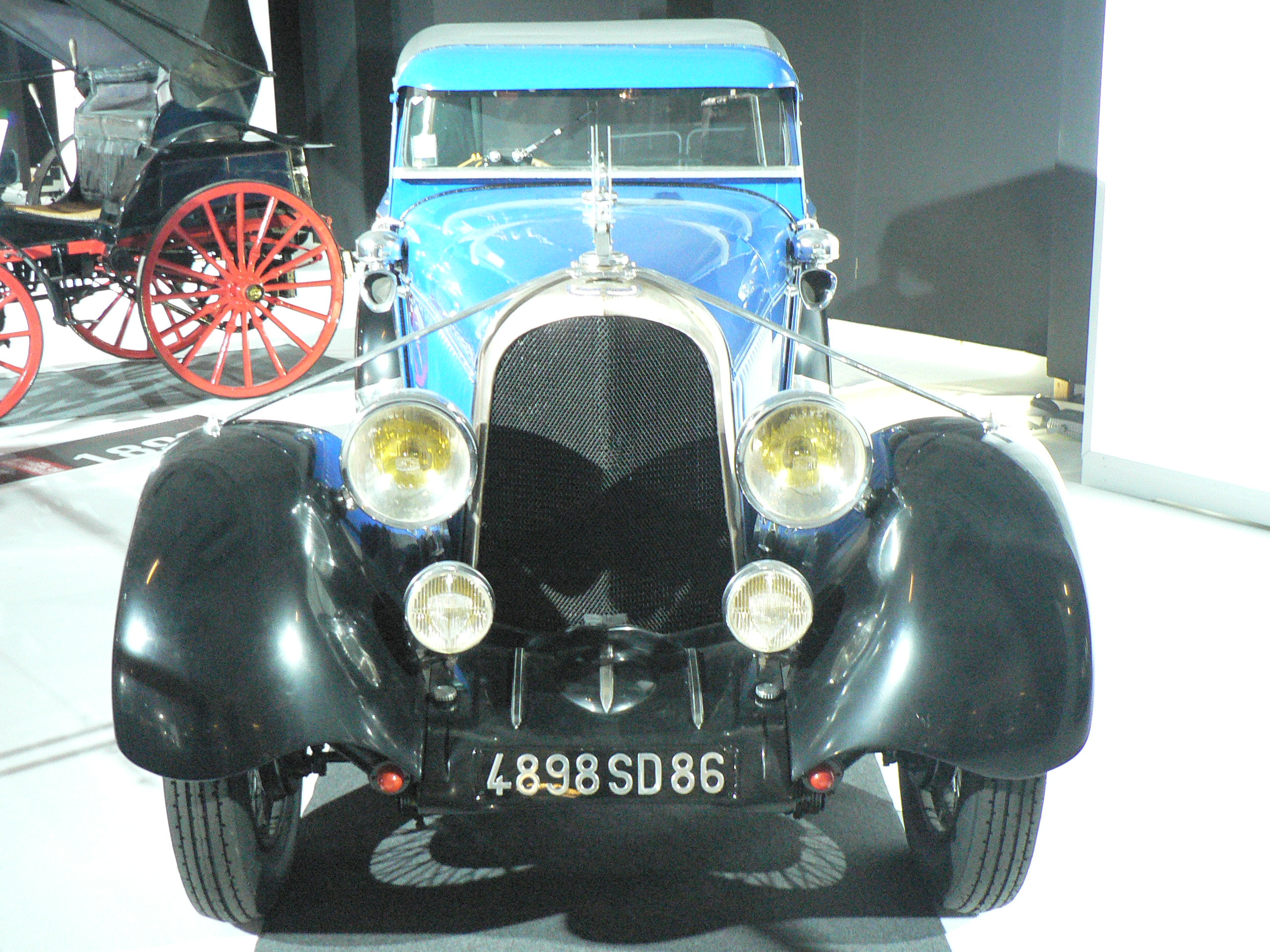
Avions Voisin Type C14 13CV

У 1928 році замість трьох, що пішли на пенсію, моделей приходить всього одна-єдина — Туре С14 13CV, під капотом у неї був такий же 2.3 л двигун, що і у Туре С11. Машина мала низький центр тяжіння, кузови оброблялися тканинами, виконаними в стилі арт-деко, який так подобався Тельмону, щодо кузовів, то клієнти могли вибрати: 4-віконне купе — Charteorum, кабріолет — Duc, седан — Chartam, купе — Chartapola і 6-віконний седан — Chartrain, ну і, звичайно, багаті клієнти з особливими смаками, як і колись, могли купити і голі шасі для нагромадження на них плода своєї фантазії. Всі заводські автомобілі оснащувалися великими запатентованими скринями за передніми крилами, встановлені вони були для поліпшення розваговки по осях. У цьому ж році нові кузови отримує і топова модель С12, ці кузови набагато приємніші на око, ніж квадратні попередники, яких прозвали трунами, вони також отримують власні імена, відповідно — Charibert і Charinda.

## Avions Voisin у період співпраці з компанією Impéria
У цьому ж році починається співпраця з бельгійським підприємцем ван Роггеном — власником компаній Nagant, Excelsior, Métallurgique і Minerva. У планах — створити європейський аналог концерну General Motors, Габріель Вуазен і директор фірми Avions Voisin — Монжерон стають членами правління фірми Impéria, а головний інженер бельгійської фірми — Кушарі прописується на французькому підприємстві. Під час співробітництва в Бельгії починається виробництво автомобілів Imperia Type 1800, які зовні практично не відрізняються від Avions Voisin, різниця все ж малася, фахівці відразу відзначать наявність артилерійських коліс на бельгійських автомобілях, чого не було у французьких.

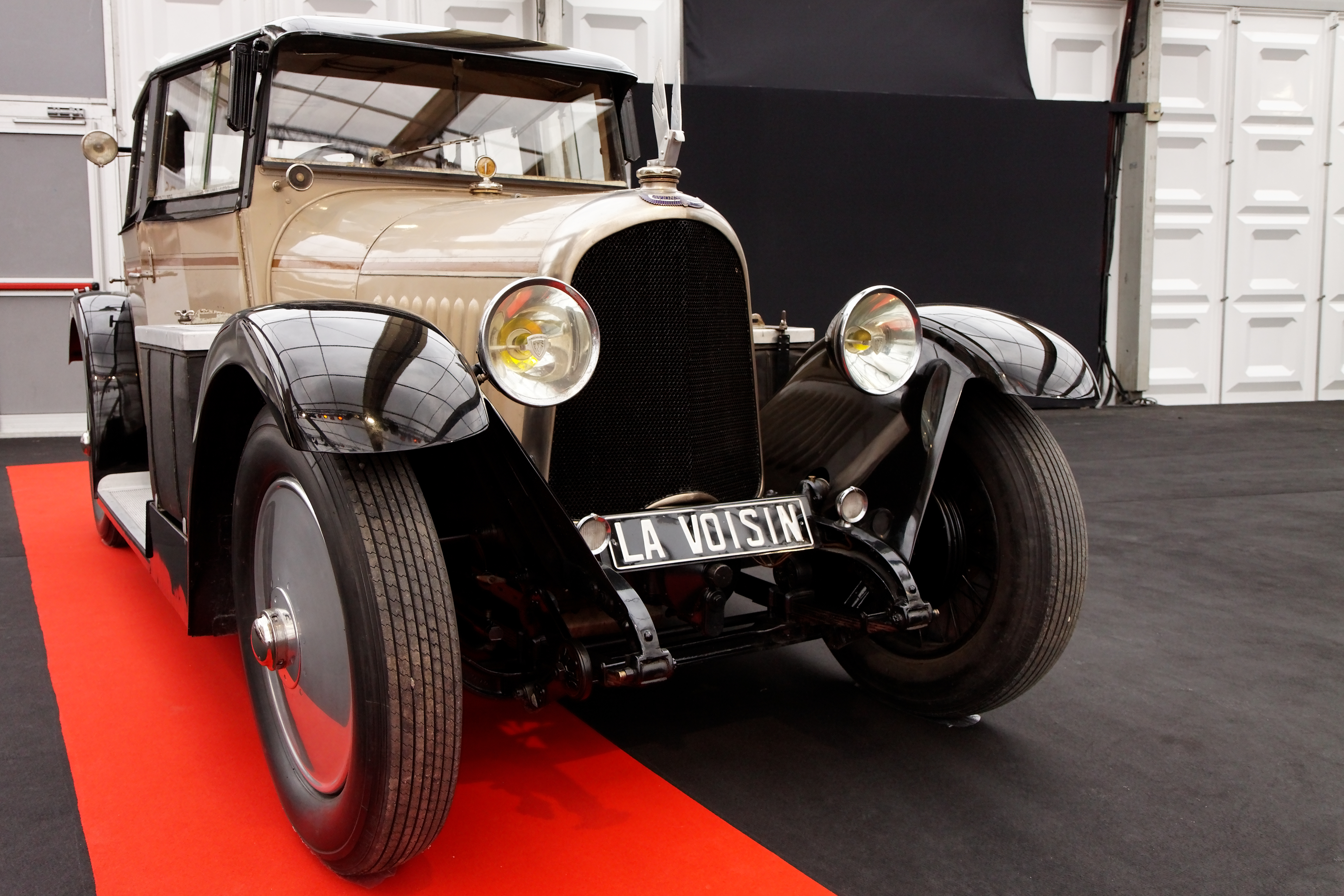
Avions Voisin Type C16 33CV

У 1929 році, щоб розбавити ріденьку виробничу програму, Вуазен починає пропонувати дві нові моделі, перша — Туре С15 13CV була спрощеною версією моделі Type С14, мотор її був того ж об'єму — 2360 кубиків, але потужність дорівнювала не 66 к.с., а 64 к.с., кузови пропонувалися для цієї машини суто 2-дверні — купе Chambellan і кабріолет Charnico, модель пропонувалася всього один рік, і за цей час знайшлося всього 45 охочих придбати ці версії. Друга модель — Туре С16 33CV була з іншої опери, вона була побудована на базі Туре С12, але під алюмінієвим капотом переховувався куди потужніший і більший двигун. Об'єм його мотора дорівнював 5.8 л, а потужність, що розвивається — 130 к.с., ця дорога машина пропонувалася покупцям або у вигляді голих шасі, або в заводських кузовах типу купе — Châtelaine, або седан — Chevreuse.
У цьому ж році будується новий автомобіль для рекордних заїздів, для цього Вуазену довелося продати частину своїх акцій і заручитися підтримкою фірми Yacco, яка стала займатися виробництвом моторних масел з 1919 року. Під капотом нового боліда розмістили двигун V12 об'ємом 11660 кубів і потужністю в 250 к.с., це були спарені 6-циліндрові мотори моделі С16. Двигун оснастили діностаром, коробки передач, як і на минулій машині, не було, потужність передавалася за допомогою зчеплення напряму через кардан, який проходив через салон до задніх коліс. Раму автомобіля розмістили по можливості низько, для цього довелося встановити мости над самою рамою, тобто по типу «underslung», забутої вже до того моменту схеми компонування. У вересні 1929 року в Монлері їде команда, що складається з: Сезара Маршана, який за цей час остаточно прийшов у норму, Андре Мореля, Сержа Кирилова і Лероя де Пресаля. За планами Вуазена команда повинна намотувати кола по трасі практично нон-стоп десять діб поспіль, для цього орендована траса в Монлері була навіть оснащена прожекторами (щоб стежити за машиною в темний час доби), також на трасі були облаштовані медпункт і місця для сну випробувачів. Через десять днів одометр машини відрахував 31965 пройдених кілометрів, середня швидкість за цей час склала 133 км на годину. Насправді метою стояло намотати 40 000 км, тобто машина мала проїхати коло Землі, але лопнула покришка автомобіля і, втративши керування, машина вилетіла з траси, якимось дивом Кирилов, який в цей момент і керував машиною, залишився неушкодженим. Однак, не дивлячись на те, що машина була знищена і 40 000 км так і не підкорилися випробувачам, за плечима заводської команди залишилося 36 світових рекордів, а це не могло не радувати Габріеля. Щоб дотепники не поширювали чутки про ненадійність конструкції машини, було вирішено передати двигун боліда незалежним експертам, вони підтвердили, що двигун після такого важкого випробування практично не має зносу. У підсумку, відреставрувавши болід, Вуазен виставляє його при будь-якому можливому випадку як рекламний експонат.
У жовтні місяці на Паризькому автосалоні Вуазен дивує публіку своєю новітньою моделлю. Колишній авіатор не встояв перед спокусою взяти участь у гонитві за циліндрами, і готує модель Туре С18 22CV з 3.9 л мотором, який розмістили на шасі моделі Туре С12. Прототип машини, що отримав ім'я Diane, незабаром пішов у виробництво зовсім з іншим мотором, тепер під капотом знаходився 4.9 л двигун V12, який видавав 105 к.с.. У перший рік виробництва машина отримала п'ять можливих версій: голі шасі — Diane, 5-місний седан Chevauchée, купе Chatelaine, 6-місний довгобазий седан Chevreuse і 7-місний лімузин — Caravane, точно такі ж кузови стали пропонувати і покупцям Туре С12, тим самим розширивши асортимент заводських оболонок. Модель Туре С15 припиняє свій виробничий цикл, а її споріднена модель Туре С14 обзаводиться роздавальною коробкою передач, завдяки блоку управління, розробленим Коталем, можна було вибирати передавальне відношення з кермової колонки: високе або низьке, в підсумку коробка передач мала 6 ступенів вперед, плюс задній хід з двома швидкостями. У Туре С14 змінилася і кузовна програма, кабріолет «Duc» був знятий з виробництва, решта кузовів залишилися, але зазнав змін дизайн крил, як і колись, пропонувалися й голі шасі — Charmant, седан Chartreuse, купе Club, 7-місний седан Chartrain, і «Коач» (4-віконне купе) — Caline, крім цього в заводських каталогах значилися варіанти Champagne і Aquitaine, які пропонувалися сторонньою фірмою Manessius. Тільки на продукцію цієї фірми поширювалася заводська гарантія фірми, яка, на жаль, в 1930 році припинила своє існування, до речі кажучи, на початку 20-х років в цій фірмі якийсь час працював молодий італієць за прізвищем Бертоні (не плутати з Бертоне), який створив вигляд Citroen Traction Avant, і через 20 років після цього — Citroen DS, обидва — шедеври французького автомобілебудування.
У вересні 1930 року на трасу в Монлері прибув новий автомобіль для рекордних заїздів, тепер перед фірмою стоїть відмітка в 50 000 км. Цього разу не стали будувати спеціальний автомобіль, а був узятий базовий Туре С18 28CV з кузовом Châtelaine, звичайно, без переробок не обійшлося, так замість кофрів для багажу були встановлені баки для палива (бензолу) і масла (золотникові двигуни мали великий недолік — вони споживали більше масла, ніж клапанні двигуни). Крила і підніжки були видалені, вихлопна система була спрощена, від випускних колекторів виходили обрізані труби прямокутного перерізу. Команда цього року складалася з Сезара і Едуарда Маршанів, Лероя де Пресаля і Вана Доорника. 7 вересня ввечері почалися заїзди, які нон-стоп тривали 17 днів, поки нарешті не було наїжджено 50 000 км, середня швидкість при цьому дорівнювала 119 км на годину. Вуазен втер носа усім і вся, тепер рекордні заїзди його більше не цікавили.
Під кінець року на Паризькому автосалоні демонструються нові моделі, які не могли не приковувати до себе погляди відвідувачів. Це були довгі машини, які при цьому були незвично низькими, висота їх становила всього 1.5 м. Така висота автомобілів була досягнута за рахунок низьких шасі, мости розташовувалися над рамою, сидіння в салоні розташовувалися між карданним тунелем, кузови ж мали низьку віконну лінію. Технічна начинка першої з них — Туре С20 Mylord, по суті, не відрізнялася від Туре С18, тобто під капотом був той же 4.9 л двигун з 12 котлами, коробка передач — 4-ступенева, розганявся ж цей автомобіль до 150 км на годину.
Спочатку автомобіль пропонувався тільки як голе шасі — Type C20 28CV Simoun, але вже на початку 1931 року клієнтам стали пропонуватися автомобілі із заводськими кузовами: седани — Myra, купе — Mylord і 4-місні кабріолети Myrte.
Друга модель — Туре С22 33CV була аналогічна зовні попередній моделі, але під капотом у неї переховувався не 12-циліндровий двигун, а рядний 6-циліндровий мотор об'ємом 5.8 л потужністю 120 к.с., цей автомобіль, побудований за тим же принципом, що і Туре С20, міг розвивати швидкість до 160 км/год, як і Туре С20, ця машина пропонувалася або у вигляді голих шасі, які називалися в проспектах як Siroco, або з кузовами Myra, Mylord і Myrte.
У 1931 році кузовний асортимент моделі Туре С14 складався з округлого седана Chartreuse, незграбного демі-берліне Chartre, довгобазого 7-місного седана Chartrain, 6-віконного седана Charrée, незграбного седана Charton, округлого берліне Charmette і округлого демі-берліне Carlette. Модель Туре С12 пропонувалася тепер у скороченій кількості кузовів, клієнти цієї дорогої машини могли вибирати між седанами Chartreuse, Chartre і Chartrain, і голими шасі. Топова модель Туре С18 отримує в своє розпорядження дводискове зчеплення, з кузовної гами зникає купе, але зате з'являється купе-де віль Chevance. Новинкою ж цього року стала модель Type C21 28CV Mistal, це був 2-дверний «Коач» на шасі моделі Туре С14, під капотом якого розмістили 12-циліндровий 4.9 л мотор, це була досить швидка машина, здатна розвивати швидкість до 160 км/год, правда видатні динамічні характеристики не вплинули на зростання продажів цієї рідкісної моделі.

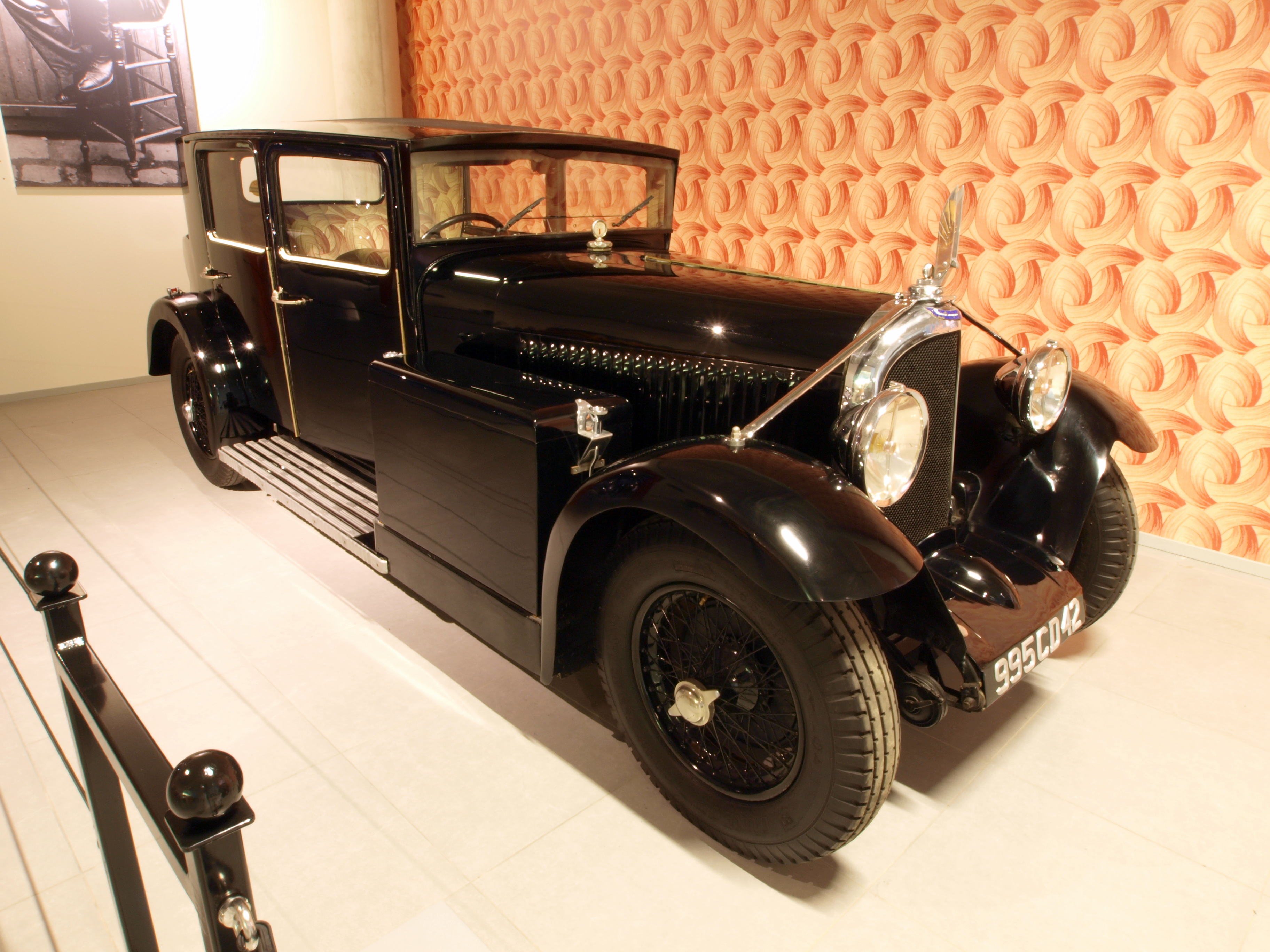
Avions Voisin Type C23 17CV Myra Demi-Berline

Разом з нею з'являється нова модель, Моріс Бернар оснастив її новим силовим агрегатом — рядним 6-циліндровим 3.0 л двигуном потужністю 80 к.с., Туре С23 17CV не був автомобілем з низькою рамою, але повторював стилістику моделей С20 і С22, принаймні кузов у неї був низький, це стосувалося і седана Meltem, і 2-дверного «Коач», який називався Char, і 2-дверного демі-берліне Myra. У цієї моделі була механічна з електромагнітним преселективним вибором ступенів коробка передач фірми Cotal, хоча спочатку планувалося оснастити машину автоматичною коробкою передач Димитрія Сенсо Де Лаво (до речі, французи першими поставили коробку-автомат ще всередині 20-х років).
У 1932 році знову відбуваються зміни по частині кузовів, час був складний, і Вуазен постійно намагався догодити своїй клієнтурі. Так у моделі Туре С12 на вибір пропонувалося три кузова, всі 7-місні — Chevreuse, Chevance і Caravane, інші були скасовані. Модель Туре С14 пропонувалася в цьому році з кузовами седан — Chartreuse, незграбний демі-берліне Chartre, довгобазий седан Chartrain, 6-віконний седан Charrée, незграбний седан Charton, берліне Charmette, демі-берліне Carlette, 1932 рік став останнім в історії цієї моделі, яка стала однією з наймасовіших у Avions Voisin, цю машину вибрало майже 1800 покупців, причому складські запаси готових шасі розпродавалися до 1935 року, правда ніякої гарантії на них не поширювалося, тому що у Габріеля Вуазена була одна вимога до кузовщика — кузов не повинен був перевищувати 80 кілограм на одне місце в салоні, тобто 5-місний кузов не міг виходити за межі 400 кг, а без використання авіаційної фанери та алюмінію цього було важко добитися.
У 1933 році Туре С12, яка пропонувалася тепер тільки у вигляді голих шасі, зняли з виробництва, за всі роки її існування було побудовано всього близько 60 примірників. Більш велика Туре С16 припинила своє існування тоді ж, причому вона була популярнішою, її вибрало як свою машину 77 осіб. Останнім цей рік став і для 12-циліндрової моделі Туре С18, яка виявилася куди успішнішою двох попередніх, тому що її реалізували у кількості 89 автомобілів.

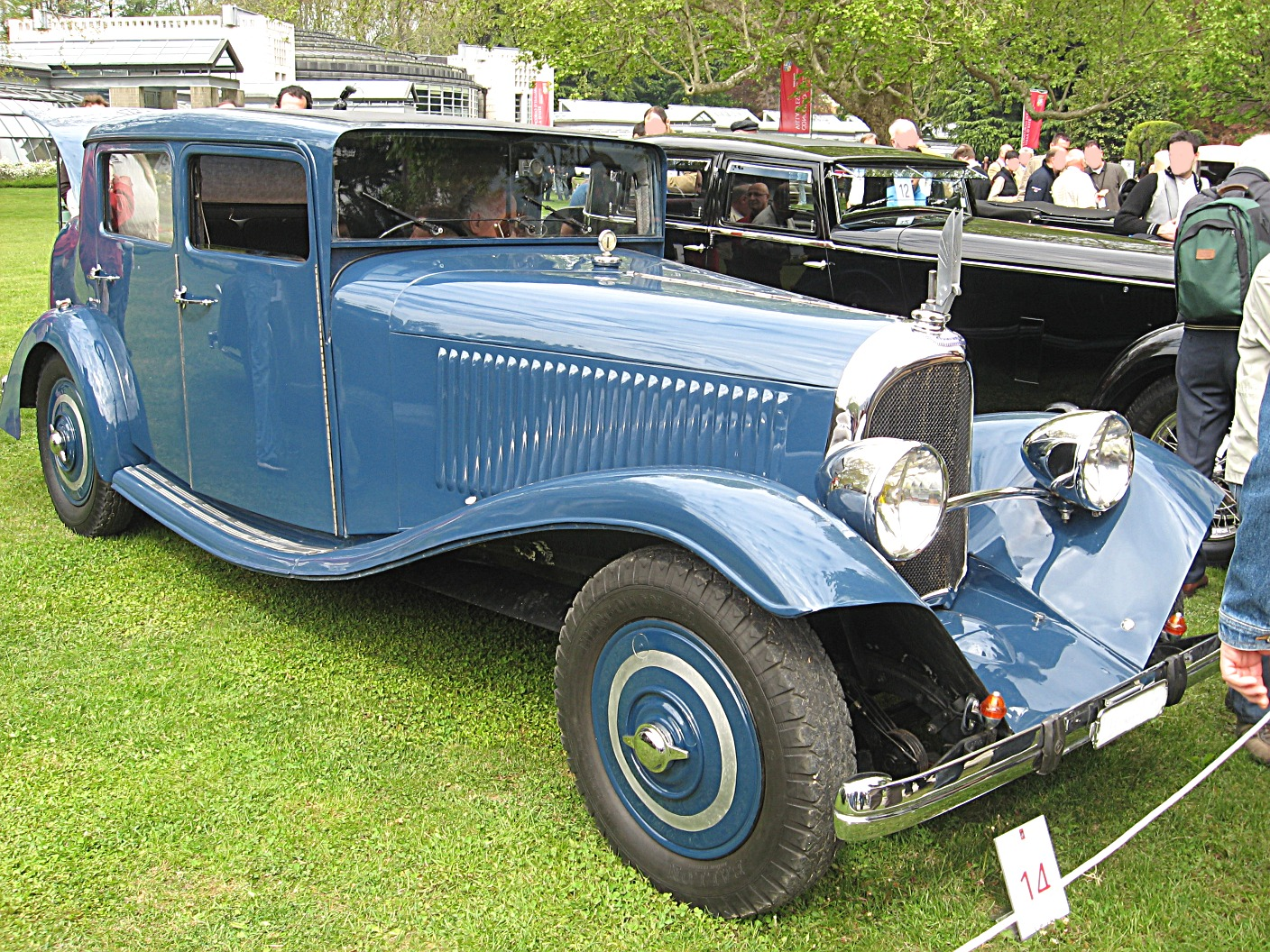
Avions Voisin Type C24 17CV

Наприкінці 1932 року «Авіонс Вуазен» випускає нову модель, яка технічно аналогічна моделі Туре С23, крім підвіски, шасі у нової моделі побудовано за схемою «андерсланг», тобто мости над рамою, двигун об'ємом 3 л був форсований до 90 к.с.. Ще однією технічною особливістю моделі Туре С24 17CV Surmeltem була наявність регульованих амортизаторів, причому регулювати їх водій міг не виходячи із салону, прямо на панелі приладів. Кузови цієї машини були виконані в традиційному для «Вуазенів» стилі, клієнтам пропонувалося два закриті варіанти — седан Charquatre і купе Carene, наприкінці 1933 року фірма стала потихеньку відходити від застарілого незграбного дизайну, і натомість з'явилися обтічніші кузови Charmeuse і Caravelle.
У 1933 році припиняється співпраця з бельгійцями, яка почалася в 1928 році, спільна робота дала можливість закріпитися марці Imperia на французькому ринку, але нічого не дала натомість фірмі з Іссі-ле-Муліно. В цей же час компанію залишає Тельмон, який і нав'язував Вуазену своє бачення дизайну, тепер Габріель міг втілити в реальність своє бачення того, як повинен виглядати автомобіль, що випускається його компанією. Початок 30-х був епохою, коли в моді була аеродинаміка, інженери не боялися експериментувати і потихеньку стали з'являтися округлі кузови. Не дивлячись на скрутне фінансове становище, Вуазен будує влітку 1934 року новий автомобіль — Type C25 17CV Bob, технічно який не сильно відрізняється від попередньої моделі, але зате разюче різниться по дизайну, так кузов автомобіля має похилу задню частину, яку заведено називати фестбек, але сам Вуазен назвав її Aerodyn. «Аеродін» — літаючий об'єкт, важчий за повітря, це антонім слова «Аеростат», тобто «Аеродінами» називали літаки і пізніше вертольоти.

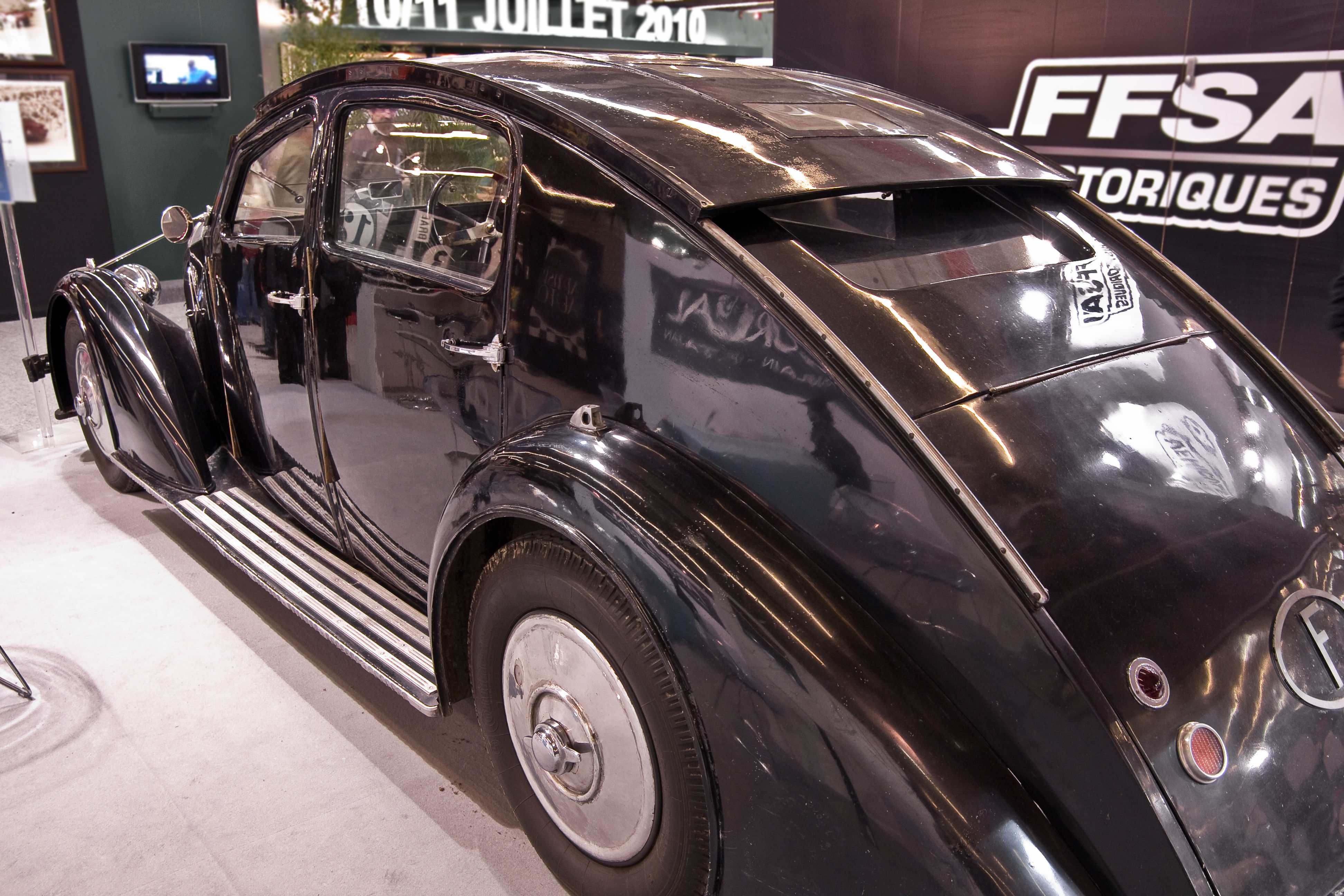
Дах моделі «Аеродін» від Вуазена

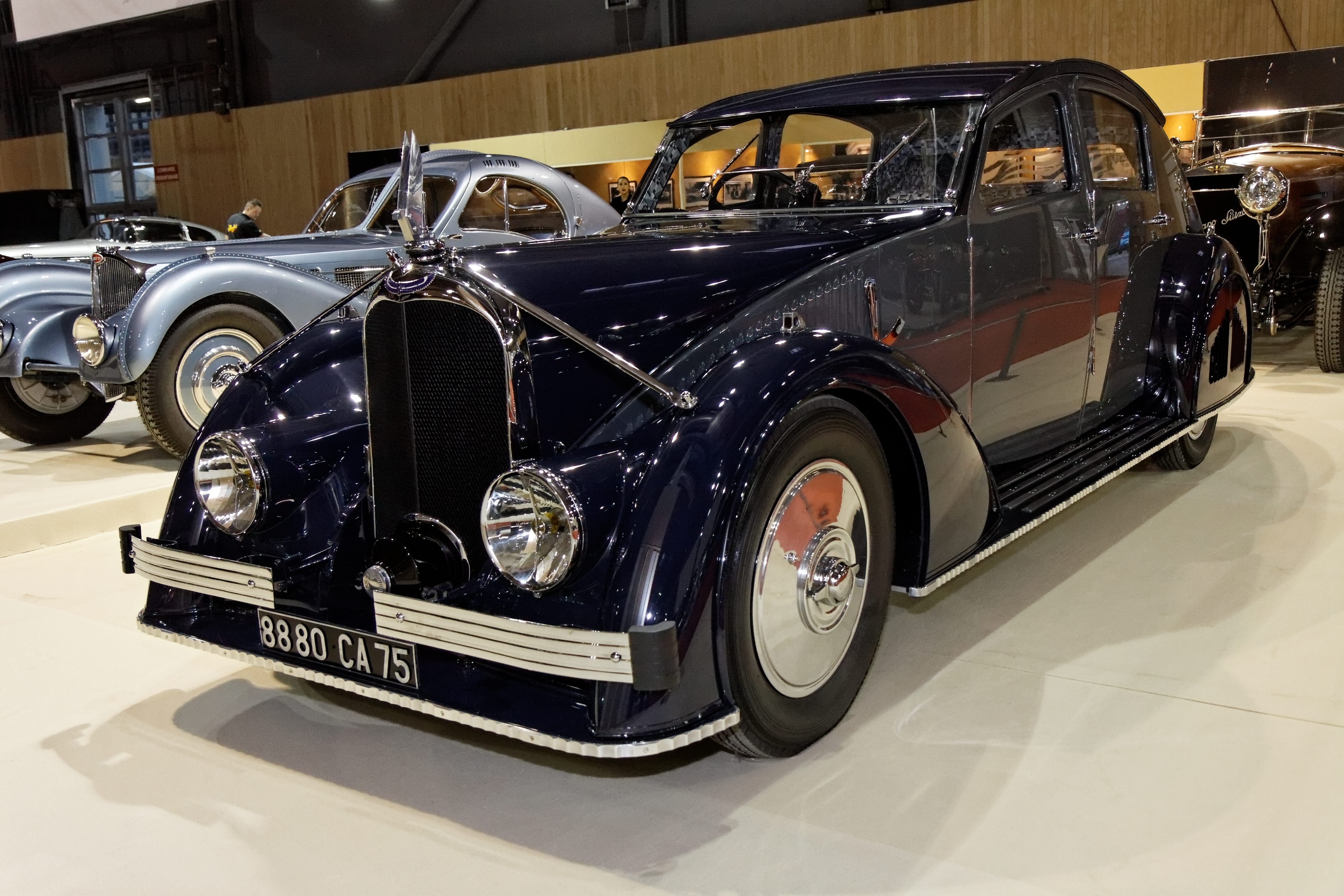
Avions Voisin C25 17CV Aerodyne

У жовтні 1934 року на Паризькому автосалоні головним шоу-стопером став автомобіль, створений колишнім співробітником Avions Voisin — Андре Лефевром, це був передньопривідний Citroen Traction Avant 7CV, проте навіть ця новинка не могла затьмарити інтерес до новинки з Іссі-ле-Муліно. Окрім похилого кузова машина відрізнялася дахом з ілюмінаторами, сам дах мав зсувну секцію над головою водія. Коли дах порушувався, то скло залишалося без обрамлення, тобто ніяких рамок не існувало. 1934 року почалося виробництво автомобіля, правда серійна машина мала шасі із збільшеною на 25 см базою коліс, що давало більший простір для задніх пасажирів.

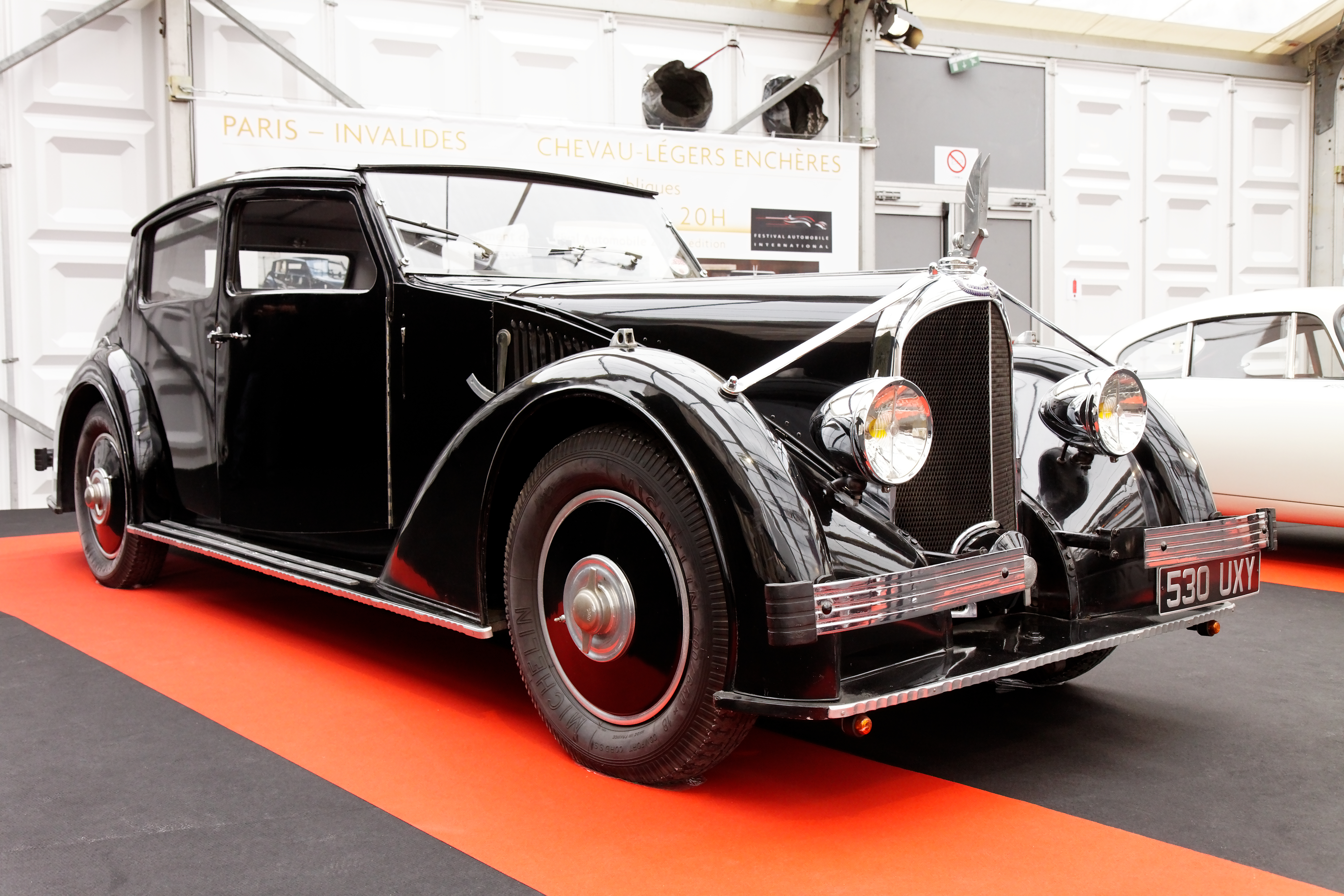
Avions Voisin C25 17CV Clairière

Для консервативних клієнтів було запропоновано стриманішу версію з кузовом седан — Clairière, яка не мала ілюмінаторів і зсувного даху. Всього за два роки виробництва ці автомобілі розійшлися тиражем в 28 екземплярів.

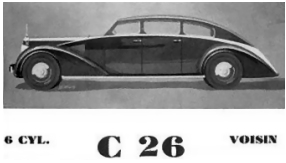
Avions Voisin Type C26 17CV Chevalière Limousine

У 1934 році припиняється виробництво 12-циліндрової моделі Туре С20, всього було виготовлено близько 30 автомобілів з цим мотором, плюс три двигуни було виготовлено фірмою Вуазена для передньопривідного автомобіля TAV 12 братів Буччіалі. Наприкінці року на автосалоні в Парижі відвідувачам демонструється ще одна модель, яка була побудована на базі Туре С25. Це був лімузин з подовженою базою, дизайн лімузина Туре С26 17CV Aérisée повторював дизайн моделі Aerodyn, крім нього в каталогах рекламувався лімузин з класичними рисами кузова, однак так як сам Вуазен не вів статистики випущених автомобілів, то довгий час вважалося, що у результаті був побудований всього один автомобіль моделі Туре С26 17CV Luge, однак нещодавно була знайдена фотографія реального автомобіля, що дає привід вважати, що все-таки існував і другий автомобіль цієї моделі (у каталогах був намальований малюнок, а не розміщена фотографія реального автомобіля).
Тоді ж наприкінці 1934 року дебютувала ще одна модель — Туре С27 Ski, побудована на укороченій базі Туре С25, на яку встановили 105-сильний 3-літровий мотор. Першим покупцем цієї моделі став шах Ірану, який однак не став купувати базову машину, а замовив елегантний кузов для своєї машини у фірми Figoni et Falaschi.

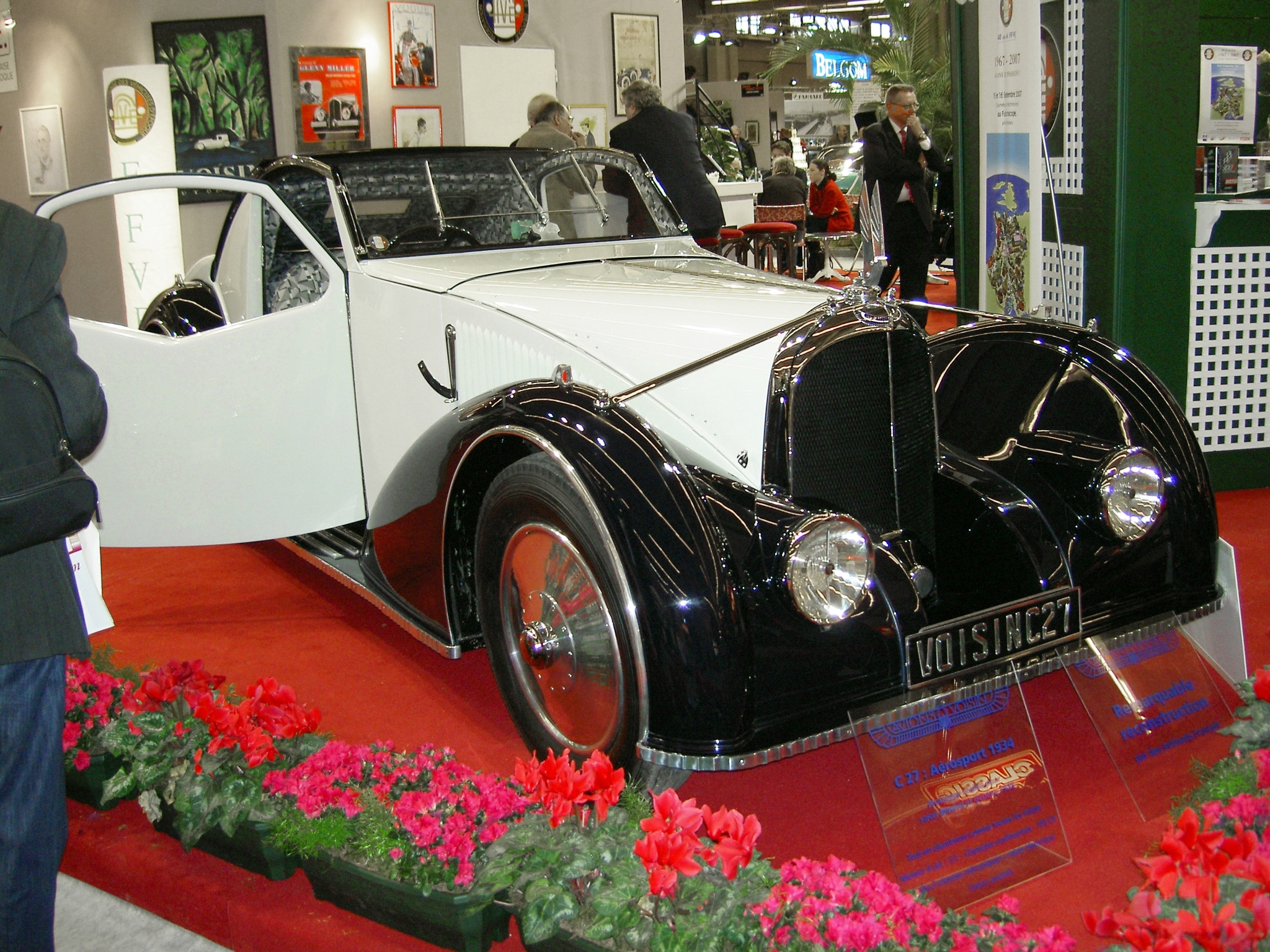
Avions Voisin Type C27 17CV Aerosport Coupe

Другий автомобіль цієї моделі був побудований в 1935 році на замовлення Андре Тельмона, не дивлячись на те, що творчі шляхи розійшлися кількома роками раніше, творці зібралися знову за креслярським столом, щоб разом спроєктувати автомобіль для «Ноель-Ноеля». За основу був узятий кузов «Аеродін», він був укорочений і перероблений, незайманою залишилася тільки система висувною даху, в іншому кузов, який назвали Aerosport, сильно відрізняється від свого прототипу.

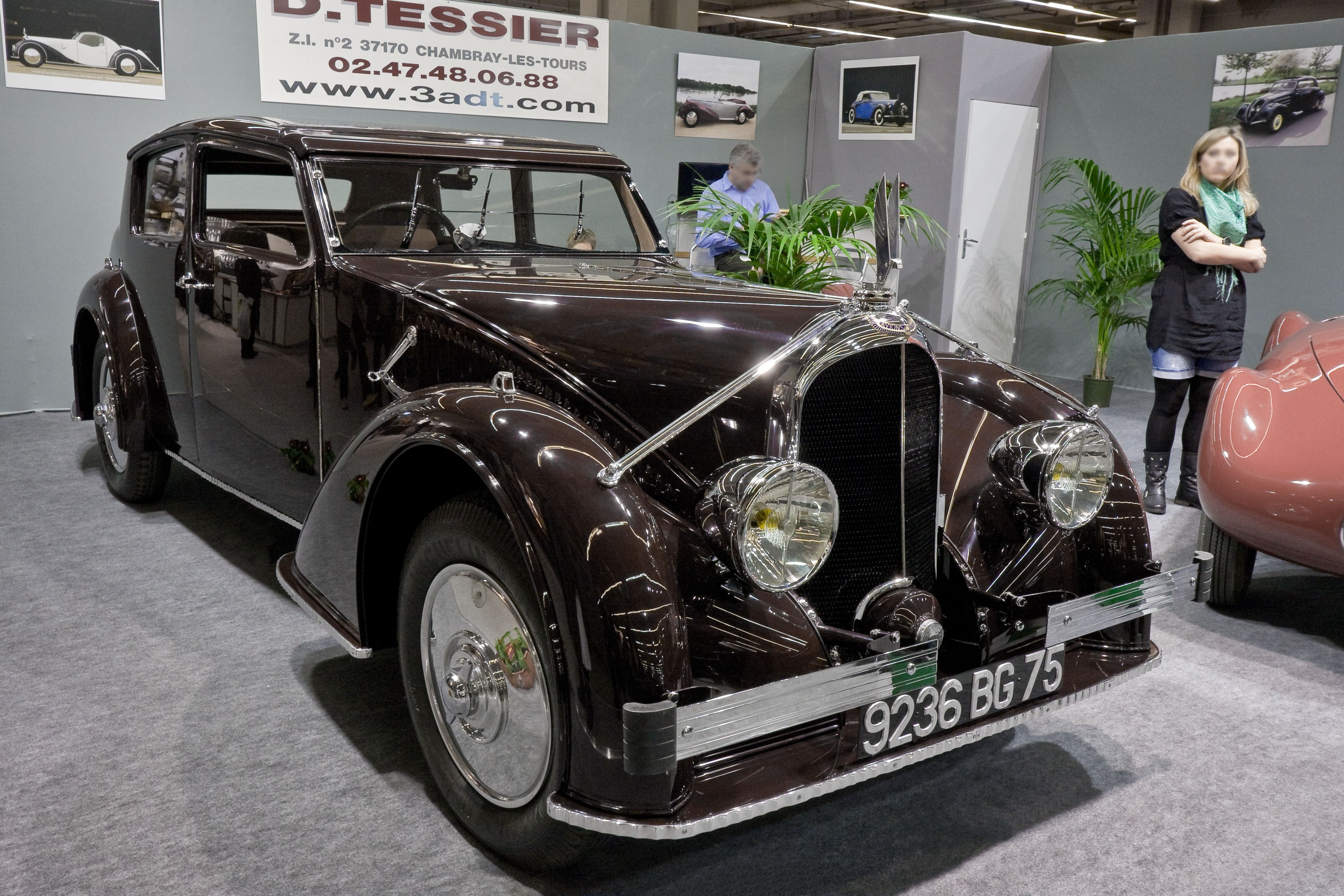
Avions Voisin Type C28 17CV Clairière

У 1935 році припиняється виробництво всіх колишніх моделей, які випускалися з початку 30-х, також припинили випускати і модель Туре С25, моделі серії 26 і 27 можна не вважати за серійні, замість всієї лінійки прийшла лише одна-єдина модель — Туре С28 Sprint. Під капотом у цієї машини розмістили новий двигун, його об'єм склав 3.3 л, а потужність — 110 к.с.. Як трансмісія використовувалася електромагнітна преселективна коробка передач Cotal, шасі, які, до речі, були запозичені у моделі Туре С25, отримали гідравлічний привід гальм системи «Локхід». Кузови також були запозичені у моделі Туре С25, це був седан Clairière, купе Cimier і лімузин Chancellerie, крім цього виготовлялися і лімузини, кузов яких назвали Ambassade, ці машини відрізнялися збільшеними об'ємами для багажу, причому цей найбільший варіант моделі Туре С28 оснащувалався зсувним дахом, який приводився в дію пневматичним мотором. Треба зауважити, що Туре С28 була досить дорогою, наприклад, базова модель коштувала на чверть дорожче Bugatti T57 Galibier. Одну з машин замовив посол Франції в Німеччині — Ле Фейе, який наказав поливати заднє сидіння, оброблене шкірою, водою протягом декількох годин, він бажав переконатися, що салон автомобіля оброблений якісними матеріалами.
Одночасно з седанами Туре С28 на автосалоні 1935 року була показана ще одна машина — з кузовом типу купе, яке отримало назву Aerosport. Це був один з перших автомобілів в світі з понтонним кузовом, тобто без виступаючих за габарити кузова крил, кузов можна було б вважати передовим по частині аеродинаміки, якби не величезна решітка фальш-радіатора, яку прибирати Вуазен відмовився, на відміну, наприклад, від Майбаха, коли той представив свій обтічний «штромлайнер». Автомобіль з 3.3 л 102-сильним двигуном був здатний розвивати 150 км на годину. Одним з перших володарів (і одним з чотирнадцяти) став французький шоколадний магнат Антуан Меньє.
В пост-кризові роки підприємство Вуазена не може оговтатися від наслідків «чорного понеділка», якщо раніше на рік випускалося кілька тисяч автомобілів, то тепер звіт йшов десяткам автомобілів на рік. Вуазен вирішує, що щоб вижити в цих важких реаліях життя, треба побудувати надексклюзивний автомобіль для тих панів, яких не торкнулася криза. Вуазен будує до автосалону 1936 року 12-циліндровий автомобіль, але це був не звичний вже для фірми V12, а рядний двигун. За основу було взято два рядних 6-циліндрових мотора об'ємом 3 літри, в підсумку з 6-літрового двигуна вдалося зняти 180 к.с., Вуазен планував випускати два варіанти: базовий купе V12L Ailée і седан V12LL Croisière з подовженою на 35 см базою. До речі, «V» на початку означало Voisin, а модельний ряд з літерою «С» носив свій індекс на честь брата Габріеля — Шарля (по-французьки — Charles). Восени 1936 року на автосалоні в Парижі показали прототип з кузовом купе, в дизайні якого чітко простежувалися сліди серійного Type C28 17CV Aerosport.
У жовтні 1934 Вуазен презентував концепцію «авто майбутнього» з розміщенням 4 коліс за схемою 1-2-1.

## Avions Voisin у складі компанії Impéria
Однак планам не судилося збутися, тому що Габріель втрачає контроль над фірмою, яка стоїть на межі розорення до початку 1937 року. Управлінцями стають бельгійські інвестори на чолі з Ван Роггеном, який скупив практично всіх бельгійських автомобільних виробників. Серійні Avions Voisin були дуже дорогими, тому, щоб збільшити попит, треба було здешевити модельний ряд. Тому спочатку припиняється виготовлення дорогих у виробництві безклапанних двигунів «системи Найта» (проте триває збірка автомобілів Туре С28 з решти комплектуючих), підписується контракт з американською фірмою Graham-Paige на поставку її 3.6 л двигунів, причому як 80-сильних атмосферних, так і 110-сильних, оснащених компресором. Вуазен, звичайно ж, був проти зміни його концепції, але його заспокоювали ті факти, що американські двигуни виявилися дуже плавними і головне тихими, що і полонило в безклапанних двигунах Вуазена, на думку першого авіатора ідеальним двигуном по тязі і тиші роботи був паровий двигун, і з всіх типів ДВЗ тільки двигуни Найта нагадували паровик за цими характеристиками. Проєктування шасі і кузова було довірено Вуазену особисто, шасі коробчатого типу було обклеєно товстим шаром шумоізоляції, конструктор вирішив зробити один із самих тихих автомобілів у світі. Крім гідравлічних гальм машина була оснащена і гідравлічними амортизаторами, коробка передач була 3-ступінчастою з можливістю включати підвищену коли машина їхала на 3-ій передачі. Кузов ж, м'яко кажучи, дивний по дизайну, відійшов по ідеології від основних принципів Вуазена, для якого важлива була легкість оболонки автомобіля, тепер на седані, який назвали Frégate, використовувалися металеві листи, а не алюмінієві, що, звичайно ж, робило важчим кузов.
Крім седанів був побудований і автомобіль з кузовом кабріолет. Один з нових співвласників фірми, на прізвище Гарабедьян, дав вказівку побудувати кабріолет, проте Вуазен відмовився виконувати це завдання, тому що седан мав свою структуру кузова з підсилюючими елементами, а для будівництва кабріолета існуючий кузов довелося б разюче переробляти. Тоді Гарабедьян передає своє побажання паризькій кузовобудівній фірмі Луї Дюбо. Парижани справляються з поставленою метою, шасі машини було укорочено, а під капот кабріолета встановили компресорний двигун, потужність якого дорівнювала 116 к.с., проте версія з відкритим кузовом так і залишилася існувати в єдиному екземплярі.

## Самостійна компанія Voisin
У 1938 році Вуазену вдається повернути компанію через суд під власний контроль, однак коштів Вуазена бракує для воскресіння компанії, тому він вирішує продати контрольний пакет акцій своєму приятелю — Поль-Луї Вейєру, президентові компанії Société des Moteurs Gnome et Rhône, який реорганізує фірму, перейменувавши її в Société Auxiliaire des Automobiles Voisin. У рамках SADAV Вуазен проєктує останню свою машину — Туре C30 S Court, в основі лежала попередня Туре С30. Шасі седана було укорочене, непошкодженою залишилася передня частина автомобіля, а в іншому машина отримала новий округлий кузов типу «Коач», якщо дивитися на ілюстрації всіх трьох моделей 30-ї серії, то можна побачити різницю, наприклад, в тому, що передні двері перших машин мали так званий «суїцидний» тип, в той час як у машини 1938 року двері відкриваються по ходу руху.
Однак навіть перебуваючи під крилом фірми, що досить сильно стоїть на ногах, марка не воскресла, провиною всьому була війна, що почалася в Європі, в 1939 році припиняється виробництво легкових автомобілів моделей Туре С28 і Туре С30, першого випустили близько 60 екземплярів, друга модель взагалі розійшлася в кількості 30 одиниць. Всього ж за двадцять років було створено близько 27 000 автомобілів цієї марки. Але Габріель Вуазен не залишається без роботи, Вейєр пропонує йому повернути час назад і знову зайнятися авіацією, а саме — очолити лабораторію «Societe Aéroméchanique», де крім нього знаходять роботу ще вісім людей різних спеціальностей. Штаб-квартирою цієї організації стає паризька квартира, або, як кажуть у Франції, студія Вуазена.
У 1940 році Вейєр був заарештований, бо був євреєм, в 1942 році йому вдалося втекти через Марокко в Кубу, але деякі родичі, в тому числі і мати, загинули в Освенцімі, підприємство ж, очолюване колись ним, стало випускати авіаційні двигуни фірми BMW. Всього через 20 днів після припинення війни Société des Moteurs Gnome et Rhône і Société Auxiliaire des Automobiles Voisin були націоналізовані, бо основне підприємство працювало на фашистську Німеччину, і увійшли до державного конгломерату SNECMA — Société Nationale d'Étude et de Construction de Moteurs d'Aviation. Продовжуючи працювати в концерні, Габріель Вуазен будує в 1946 році новий наземний транспортний засіб, який не мав нічого спільного з його колишніми роботами. Це був транспортний засіб, який сьогодні прийняли б за гольф-карт, але ідеологія у Voisin C31 Biscooter була інша. У післявоєнній Франції була необхідність у дешевих транспортних засобах, доступних сім'ям з маленьким доходом, для них і адресувався маленький 2-місний автомобіль з 125-кубовим двигуном від мопеда Gnom et Rhone R2, до речі, і назва автомобільчика натякала на те, що це здвоєний мопед.

## Прототипи Габріеля Вуазена. Припинення виробництва автомобілів. Закриття компанії
2-тактний двигун приводив у дію праве переднє колесо, кузов монокок, у якого були відсутні двері, був виготовлений з алюмінію. Спереду було два посадкових місця, плюс одне місце для дитини у відсіку за передніми сидіннями, лобове скло регулювалося за нахилом, дах був у автомобільчика брезентовий. Перший готовий прототип показали в 1949 році на 37-й за рахунком вело-мотоциклетній виставці Salon du Cycle et de la Moto. Мотоколяска зацікавила публіку, і Automobiles Voisin дає добро на споруду 15-ти прототипів для випробувань, до цього моменту сам Габріель Вуазен був всього-лише інженером у фірмі імені себе, і сам нічого вже не вирішував (аналогічна ситуація була і з Бентлі, коли його компанія потрапила під сферу впливу компанії Rolls-Royce).
Через два роки Вуазен будує ще три три- і чотиримісних прототипи з уже 200-кубовим мотором потужністю 9 к.с., кузови їх оснащені дверима. Однак прототипи Вуазена не зацікавили держапарат, який давав дозвіл на виробництво тієї чи іншої продукції, більше того, держава найняла колишнього інженера фірми Hotchkiss — Молья, для розробки автомобіля такого ж класу. Той будує схожий автомобіль із заднім розташуванням двигуна і з заднім же приводом коліс, всю цю справу назвали «Новим Біскутером Вуазена», чим відверто образили Габріеля Вуазена.

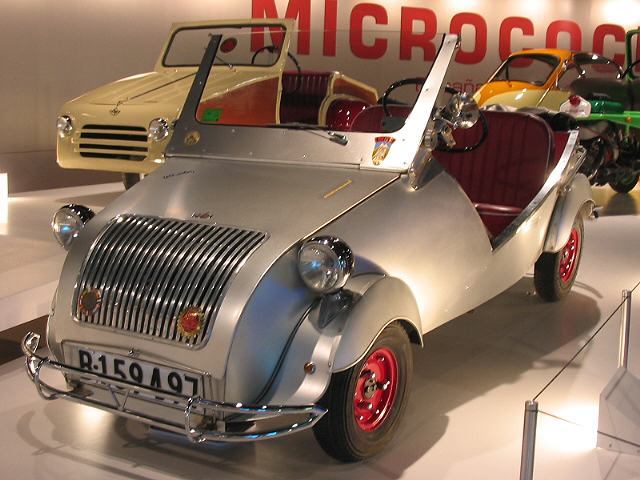
Іспанський Biscuter кабріолет

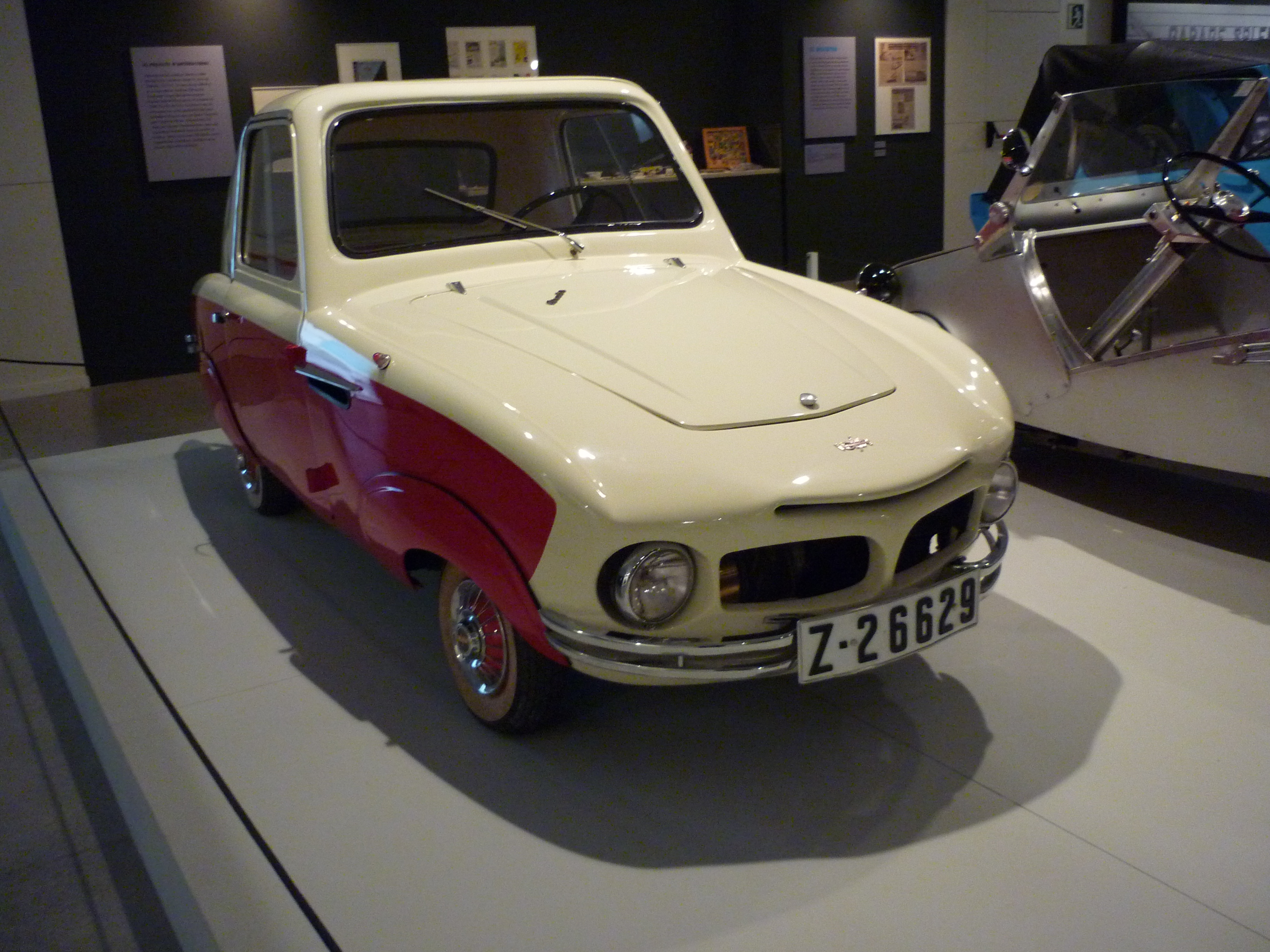
Іспанський Biscuter купе

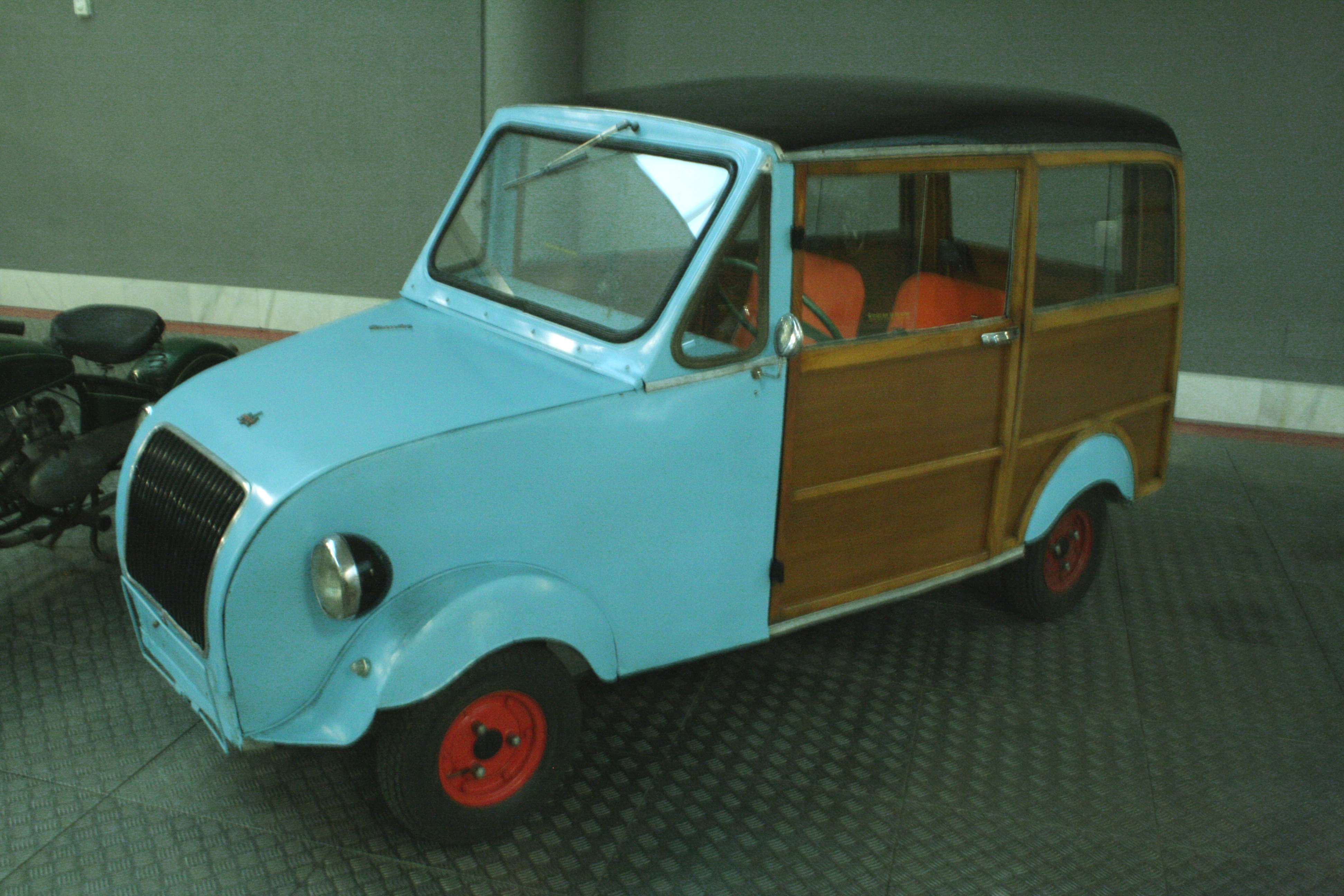
Іспанський Biscuter універсал

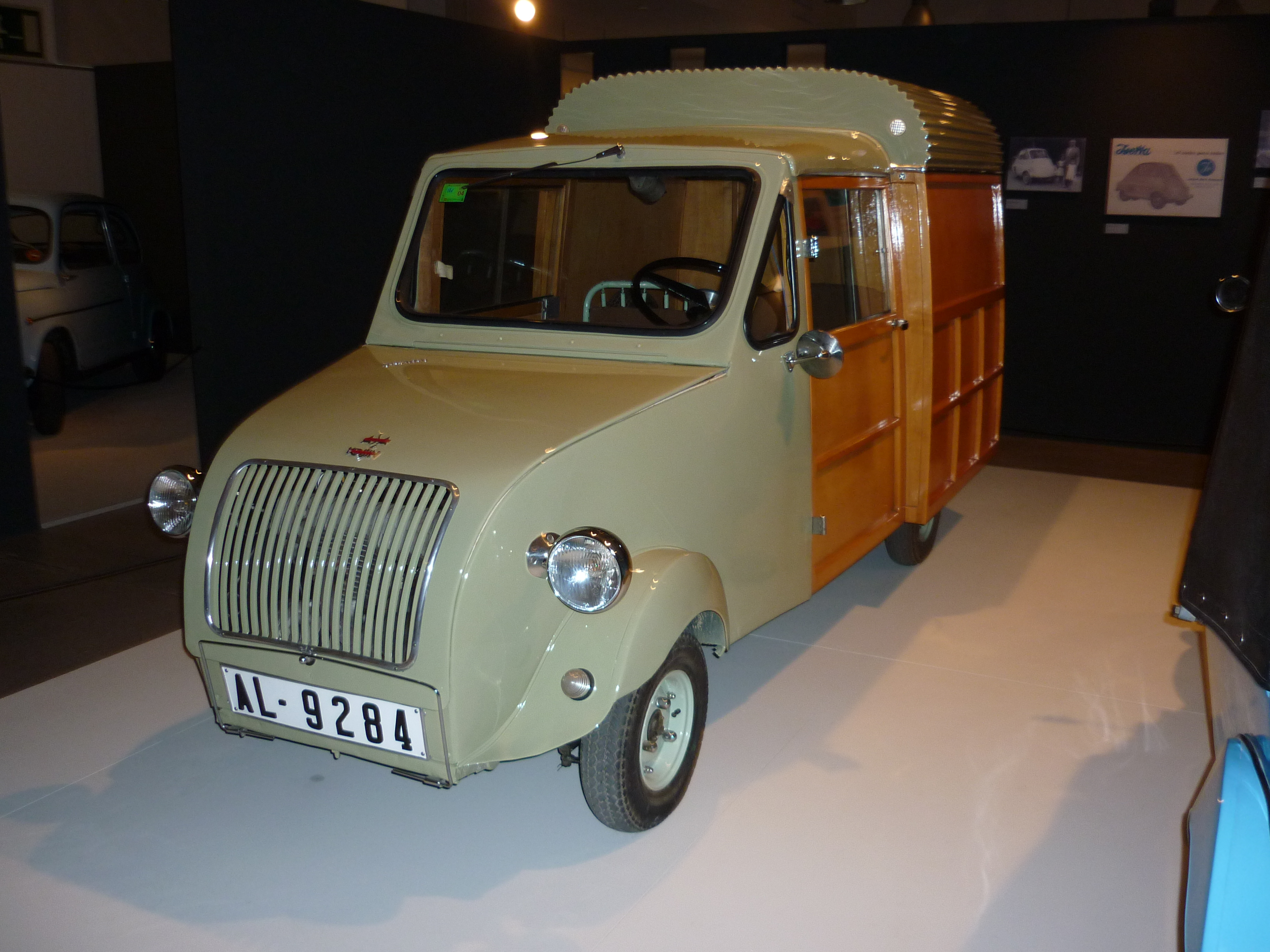
Іспанський Biscuter фургон

Але проєкти Вуазена сподобалися молодому іспанському інженеру Дам'єну Казанові з Autonacional SA, він вперше побачив прототипи Вуазена ще в 1949 році і захворів ними. Франкістська Іспанія, яка, до речі, не брала участі у Другій світовій війні, потребувала дешевого транспортного засобу, і «Біскутер» якраз відповідав цій вимозі, у результаті в 1953 році було підписано угоду між іспанською і французькою компаніями про покупку прав на прототип «Біскутер». 1954 року в Іспанії починається виробництво автомобілів Biscuter (назва була змінена на іспанський манер), під капотом переховувався 200-кубовий 9-сильний двигун Hispano-Suiza, що виготовляється за ліцензією Villiers. Цей автомобільчик, який отримав прізвисько «Zapatilla», тобто «Черевик», став наймасовішим продуктом, створеним Вуазеном. Іспанські «Біскутери» випускалися до 1958 року, поки не з'явилися в Іспанії автомобілі марки SEAT. Всього було випущено 38 000 екземплярів, причому серед них були і фургони, і універсали, і навіть «спортивні» варіанти, так звані Pegasin.
Вуазен продовжив свою роботу, пізніше він створив ще кілька прототипів, які так і не зацікавили ні босів, ні тих, кому вони призначалися, так поштовий розвізний автомобільчик 1956 року не зацікавив листонош, ті вибрали собі фургон на базі Citroen 2CV, творцем якого був колишній протеже Вуазена — Лефевр. Останній прототип в рамках своєї фірми Вуазен будує в 1957 році, на початку 1958 року він отримує звання старшого офіцера Почесного Легіону (молодшого він отримав ще в 1909 році), а всього через кілька днів припиняє життєдіяльність фірма, що носить його ім'я, стіни заводу були зафарбовані і Automobiles Voisin став надбанням історії. Габріель Вуазен, якому було 78 років, їде жити до своєї старовинної подруги, а у нього по молодості їх було дуже і дуже багато, пізніше, коли до нього зверталися з проханням про допомогу з реставрації автомобілів, які він створив колись, він відповідав ентузіастам: «Ви занадто молоді, щоб витрачати свій час на всякий мотлох, займіться краще жінками». Живучи у подруги, він створює останній свій прототип. Його «Ізотерма» мала цікаву конструкцію і призначалася для використання в країнах з жарким кліматом, у машини була циркуляція повітря між двома дахами і двері за типом жалюзі.
У 1973 році у віці 93-х років, цілком реалізувавши себе в цьому світі, Вуазен вирушив на підкорення інших світів.

## Спроби відродження марки
В 2009 році в Амстердамі двома бізнесменами — Франсом Ліеваартом і Матійсом Меуленбелотом була заснована фірма Avions Voisin BV. Голландці вирішили відродити марку, проте на відміну від усіх інших сучасних марок, випускати вони скликаються не спорткар, а сімейний седан. 2011 року був анонсований проєкт A-JT Laboratoire, який мав би відродити ідеологію Габріеля Вуазена. Кузов автомобіля повністю алюмінієвий, мотор оснастили діностартом (генератор-стартер в одній особі), система кондиціонування буде стояти власної розробки, і вона буде не традиційною з фреоном, а з якимись патентованими хитрощами, і при цьому всьому автори проєкту хочуть вкластися в 70000 євро, тобто продавати свої ексклюзивні автомобілі за ціною топових Audi A6 і Mercedes Benz E-klasse.
До речі, в Португалії є дизайнерська компанія Lusso Motors, яка створила проєкт Avions Voisin Concept, правда існує він тільки віртуально, Ернесто Фрейтас, господар португальської фірми, сподівається, що знайдеться такий же фанат цієї марки, як і він, і може віртуальний проєкт у такому випадку звернеться цілком у відчутну матерію.

## Список автомобілів Avions Voisin
- 1919 — Avions Voisin Type M1
- 1920 — Avions Voisin Type C1
- 1922 — Avions Voisin Type C4
  - Avions Voisin Type C3C
  - Avions Voisin Type C3L
- 1923 — Avions Voisin Type C5
  - Avions Voisin Type C6
- 1924 — Avions Voisin Type C4S
  - Avions Voisin Type C7
  - Avions Voisin Type C8
  - Avions Voisin Type C9
  - Avions Voisin Type C10
- 1925 — Avions Voisin Type C7L
  - Avions Voisin Type C11
- 1926 — Avions Voisin Type C12
- 1928 — Avions Voisin Type C14
- 1929 — Avions Voisin Type C15
  - Avions Voisin Type C16
  - Avions Voisin Type C18
- 1930 — Avions Voisin Type C20
  - Avions Voisin Type C22
- 1931 — Avions Voisin Type C21
  - Avions Voisin Type C23
- 1932 — Avions Voisin Type C24
- 1934 — Avions Voisin Type C25
  - Avions Voisin Type C26
  - Avions Voisin Type C27
- 1935 — Avions Voisin Type C28
- 1936 — Avions Voisin Type V12L
- 1937 — Avions Voisin Type C30
- 1938 — Voisin Type C30 S
- 2011 — Avions Voisin A-JT Laboratoire (прототип)